# Hajdúdorog története

Hajdúdorog címere

Hajdúdorog az úgynevezett öreg hajdúvárosok egyike, amely az ország északkeleti részén, Hajdú-Bihar megye északi területén fekszik. A város Magyarország egyetlen görögkatolikus megyés püspökének székhelye, így a hagyományosan református hajdúvárosok sorában ebből a szempontból kivételt képez. Hajdúdorog történetének sajátossága és jelentősége éppen arra épül, hogy vallásával eltért a környező településektől, és ezáltal a vidéken egyedülálló története, saját, egyedi kultúrája és hagyományvilága alakult ki.
A görögkatolikus vallás tehát vitathatatlanul a város történetének gerincét alkotja, de mindez jelentős mértékben csak a 17. század hajdútelepítése után vált meghatározóvá. Ezt megelőzően Hajdúdorog hosszú múltra tekinthet vissza. A város területén feltárt legkorábbi leletek arról tanúskodnak, hogy a vidék már a kőkorban is lakott volt. Az ezt követő évszázados történet sarokévszámai között mindenképpen meg kell említeni 1301-et, Hajdúdorog első írásos említésének évét. A település életében a következő fordulópontot 1605 illetve 1616 jelentette, vagyis a hajdútelepítések kora. Ettől az időtől kezdve Hajdúdorog története folyamatosan dokumentálva van, és ettől a kortól kezdve nem következett be olyan történelmi esemény, amely jelentősen fenyegette volna a település fennállását. 1639-ben Hajdúdorog mezővárosi rangot kapott, amelyről 1886-ban lemondott a kapcsolódó magas költségek miatt. Hajdúdorog 1989. március 1-jén kapott újra városi rangot.

## Az első települések

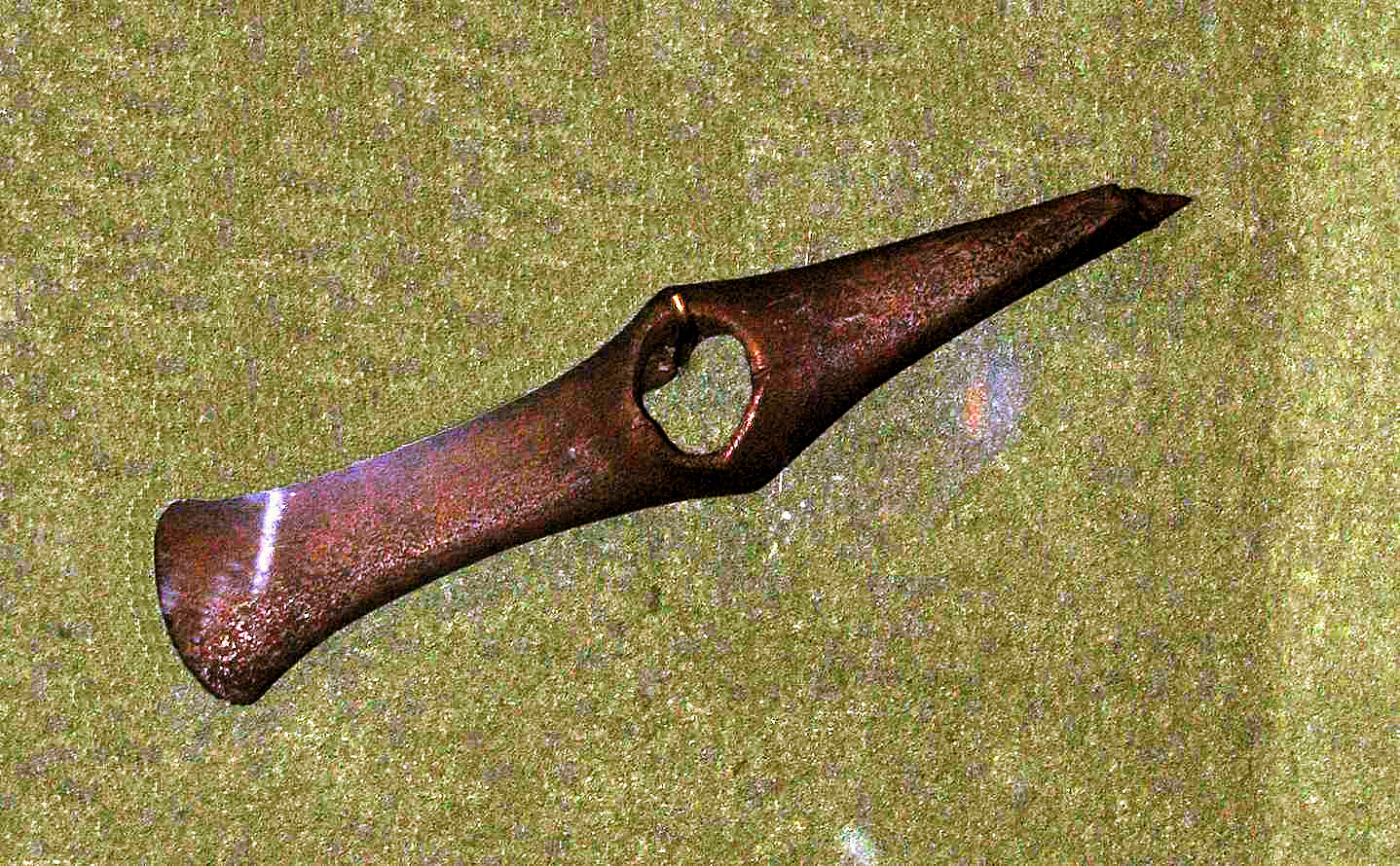
A Hajdúdorog határában talált rézbalta

A mai Hajdúdorog vidéke az ember megjelenésének idején feltehetőleg a Tisza vadvizekkel, erdőségekkel borított árterülete volt. A Hajdúhát magasabban fekvő területét már nem öntötte el a folyó, és így a halban és vadban gazdag környéket már a kőkorszakban betelepítette az ember. Hajdúdorog területén a legrégebbi régészeti lelet egy rézbalta, amely a Kr. e. 2300-2000 közötti időkből származik. A rézkor embere által megművelt balta az úgynevezett bodrogkeresztúri kultúra nyomait mutatja. A közeli Polgáron feltárt rézkori temető tanúsága szerint ez a civilizáció körülbelül 250-300 éven keresztül lakta folyamatosan a mai Hajdúság vidékét.
A vidék a bronzkorban és a vaskorban is lakott volt, amelynek régészeti emlékei Hajdúdorog külterületének északi részén, az úgynevezett Szállásföldön és a tanyasi iskola területén kerültek elő 1933-ban. A bronzkorból leginkább edénytöredékek maradtak fönn, míg a vaskor hagyatéka között találhatunk két bronzkardot is, amelyeket a történészek által gávai kultúrának nevezett civilizáció tagjai hagytak hátra.
Az első név szerint is ismert népcsoport, amely megtelepedett a vidéken a szkíták népe volt. A nomád, harcos nép a mai Hajdúdorog belterületétől északra telepedett meg hozzávetőleg a Kr. e. 6. század közepe táján, vagyis a vaskorban. A szkíták nyomaira az egykor Tokaj felé vezető út mentén találtak rá 1966-ban, az út 6,8-as kilométerkövénél. A feltárt szkíta sír többek között egy bronztükröt és egy valaha aranyozott borostyángyöngyöt is tartalmazott. Ezeket ma a Hajdúdorogi Helytörténeti Múzeum őrzi. A szkíták megtelepülése huzamosabb időszakot fedhetett le, amely elsősorban a környező települések leleteiből következtethető ki. Az iráni nyelvet beszélő szkítákat körülbelül Kr. u. 30-ban hódította meg egy szintén iráni népcsoport, a szarmaták.
A szarmaták elfoglalták a mai Duna-Tisza közét és a Tiszántúlt is, és a leletek bizonysága szerint megtelepedtek a későbbi Hajdúdorog területén is. A szarmaták betelepülése két hullámban zajlott le: elsőként a Kr. u. 1. században érkeztek a jazigok, akik a mai Vác területén alakítottak ki állandó szállásterületet. Őket Kr. u. 271-ben követte a szarmaták egy másik törzse, akiket roxolánoknak neveztek. Feltehetőleg ez a törzs telepedett meg a korábbi szkíta települések helyén, a mai Szállásföld-Közép nevű külterületen. Eddig összesen hat szarmata lelőhelyet tártak fel Hajdúdorog területén, amelyek a város honfoglalás előtti történetének fontos részleteit tárták fel. A szarmata jelenlét a gazdag leleteken kívül más pozitívummal is szolgált: A szarmaták államalakulata, Sarmatia ugyanis a kor vezető birodalmának, a Római Birodalomnak a szomszédságában volt, amelynek történetírói lejegyezték a szarmaták által lakott területek történetét is. Sarmatia két római provincia közé, Pannónia és Dacia közé ékelődött be. Ráadásul a két nép előretörése a Kárpát-medencében nagyjából ugyanabban az időben zajlott le. A szarmata törzsek több szállal is kapcsolódtak a szomszédos birodalomhoz. Egyrészt jelentős kereskedelem folyt a szarmaták és a rómaiak között, másrészt Sarmatián keresztül vezetett az az út, amely összekötötte Pannóniát és Daciát.
A Hajdúdorog külterületén feltárt szarmata sírok leletanyaga is alátámasztja Sarmatia és Róma kapcsolatát. Ezek között található egy westendorfi agyagedény, és egy Traianus-korabeli római dénár, amelyek az aktív kereskedelemre és a provinciák közötti utak meglétére utalnak.
A rómaiak és a szarmaták együttműködésének legegyértelműbb emléke Hajdúdorog határában az úgynevezett Csörsz-árok. Az árokrendszert a rómaiak segítségével építették ki a szarmaták, hogy egyrészt védelmezze a kiépült kereskedelmi utakat, Sarmatia keleti határait; másrészt pedig a római limes-rendszer előretolt védelmeként is szolgált. Az árkot mind a mai napig látni lehet Hajdúdorog északi területén.

### A népvándorlás kora

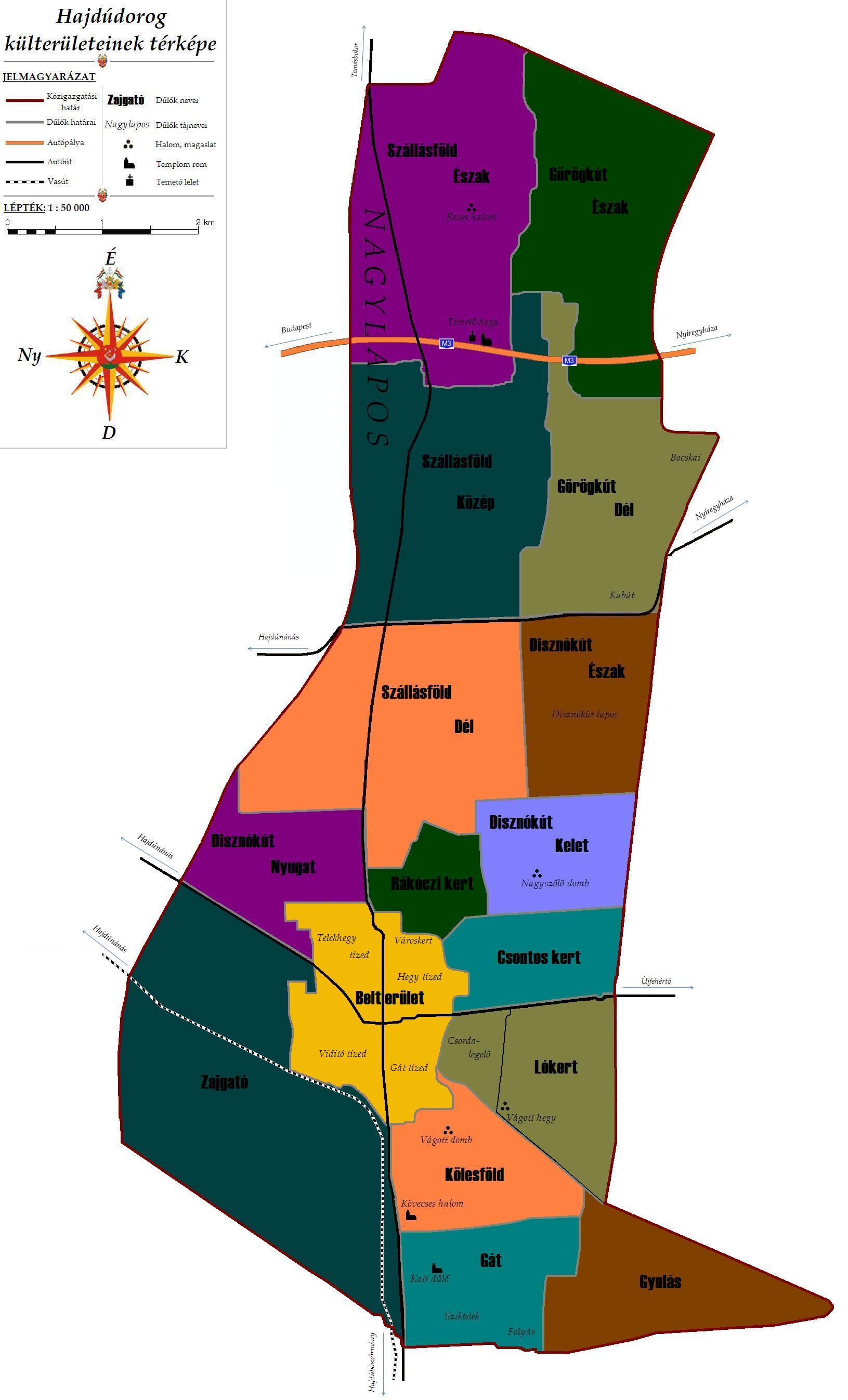
Hajdúdorog külterületeinek térképe

A szarmaták uralma egészen a 3. századig maradt fenn. A Tisza felső folyásánál először a vandálok jelentek meg, akiket hamarosan a nyugati gótok és a gepidák követtek. A germán népek támadása alatt 270-ben összeroppant Dacia provincia, és ez a belső megosztottsággal sújtott Sarmatia sorsát is megpecsételte. A csörsz-árkok és a szarmata sereg nem sokáig tudta visszatartani a Tisza vidékére özönlő népeket.
A 4. század a nagy háborúk korszaka volt Hajdúdorog területén is. A szarmaták egyre reménytelenebb harcban próbálták megvédeni területeiket, de a század közepére északon a vandálok, a Tisza vidékén pedig a gepidák uralma szilárdult meg. Hajdúdorog területén a gepidák jelenlétét csak a szarmata leletek között lehet felfedezni, ami utal arra, hogy a gepidák nem telepedtek meg tartósan a környéken. Ennek okát a történészek abban látják, hogy a mai Hajdúdorog területe feltehetőleg már a gepida királyság északi határvidékéhez tartozott. Alig egy fél évszázad telt el, amikor a betörő hunok uralmuk alá hajtották a gepidákat, és újabb 50 évnek kellett eltelnie, amikor Attila halála után, 454-ben a gepidák vezetésével felbomlott a Hun Birodalom.
567-ben a Kárpátok keleti vidékein megjelentek az avarok, akik Baján kagán vezetésével legyőzték a gepidákat, és elfoglalták a Kárpát-medencét. Az avarok betelepülésének gazdag leletanyag állít tanúbizonyságot Hajdúdorogon is. A régészek 1955-ben a város belterületén a Városkert utca 5-7 szám alatt találtak rá négy nemes avar sírjára. A leletek között található egy aranyozott ezüstcsat is, amelynek finom megmunkálása egyedülállónak számít a magyar avar kori emlékek között.
A hajdúdorogi régészeti leletek alapján elmondható, hogy az avar törzsszövetség a 7. század utolsó harmadában egy újabb törzzsel bővült a Tisza menti területeken. A korabeli források nem említik, hogy az avarok keleti szomszédságában új nép jelent volna meg, viszont a régészeti emlékek egy új kultúra megjelenését rajzolják ki, ezért a történészek úgy vélik, hogy ez a nép az avarok egyik új törzse lehetett. A fennmaradt leletek finom megmunkáltsága és motívumai alapján ezt a törzset griffes-indás avaroknak nevezték el a régészek.
Róma bukása után az átrendeződő Európában az avarok birodalma sem bizonyult tartós hatalomnak. A 8. században nyugatról a frankok, keletről pedig a bolgárok igázták le a belső gondokkal is küzdő avarokat. A régészeti leletek azonban azt igazolják, hogy az avar népesség a hódítások után is a helyén maradt. Minden bizonnyal Hajdúdorog területén is éltek még avarok, amikor 896-ban a magyarok elfoglalták a Kárpát-medencét.

## Hajdúdorog az Árpád-korban

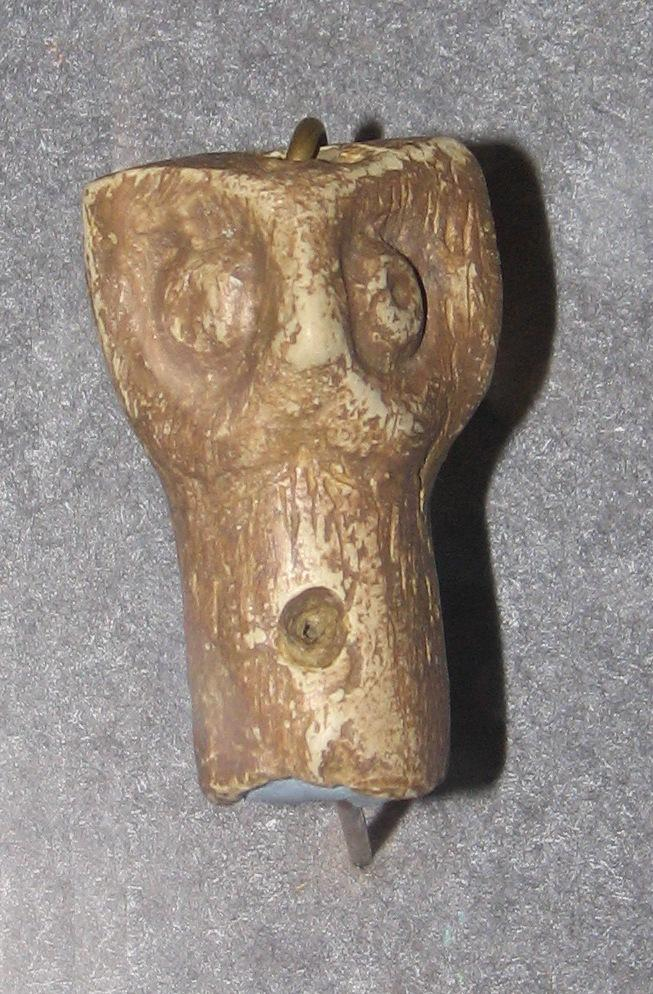
A temetőhegyi bagolyfejes csont botvég

896-ban hét magyar és három kabar törzs foglalta el az egész Kárpát-medencét, és a Gesta Hungarorum feljegyzései alapján Hajdúdorog területe Ond vezér nemzetségének birtokába jutott. Hajdúdorog északi területein jelentős honfoglalás kori leletek kerültek elő a Szállásföld Temetőhegy nevű részében. A sírokat 1938-ban tárták fel, és a honfoglalás korától kezdve egészen István király uralkodásának koráig találtak bennük tárgyi emlékeket. A honfoglalás időszakára utalnak a pogány hagyományok szerint elrendezett sírok, amelyekben az elhunyt mellett egy felszerszámozott ló maradványai is előkerültek. A sírokból többek között előkerült tizenhárom aranyozott ezüst veret, egy kétélű kard, egy bronz csat és egy bagolyfejes csont botvég, ami arra utal, hogy a sírokban előkelő emberek nyugodtak. Ugyanakkor a temetőhegyi sírokból előkerült Szent István pénzérméje is, amely a köznép temetkezési szokásaira utal. Mindezt egybevetve úgy tűnik, hogy a mai Hajdúdorogtól északra létezett egy magyarok lakta falu a 10–11. században, de ez nem feltétlenül volt a jelenlegi település őse.
A mai Hajdúdorog közvetlen őse valószínűleg a 11. és a 12. század fordulóján alakulhatott ki. A város történetének ezen szakaszából ugyan nem maradt fenn sem írásos sem tárgyi bizonyíték, de a település névadása sok információt elárul. Hajdúdorog első írásos említése 1301-ből való, amikor a Gutkeled nemzetség két családja oklevélben egyezik meg egymással az örökösödést illetően. A nemzetség Daróczy ágából származó Jánosfia Istvánfia János négy barsi, szabolcsi és szatmári birtoka felét adta át hitbér és leánynegyed fejében a nemzetség Balkányi ágából származó Pálfia Lőrincnek. Az egyházi jogi gyűjteményben fennmaradt oklevél a települést Doroch néven említi. Ez azt jelenti, hogy a 14. században már minden kétséget kizáróan létezett Hajdúdorog őse.
A Dorog név egy szláv eredetű személynév volt, vagyis a mai Hajdúdorog feltehetőleg a Gutkeled nemzetség egy Dorog nevű tagjáról kapta a nevét. Dorog kilétéről nem maradt fenn semmilyen emlék, viszont egyszerű személyneveket kizárólag a 10-11. századi magyar szokások szerint adtak egy településnek. A fentebb említett 1301-es oklevélből az is kiderül, hogy a nemzetség négy családja (Balkányi, Dobi, Diószegi és Daróczy) hozzávetőleg ugyanolyan mértékben birtokolja Dorogot. Ez arra utal, hogy a település már régóta a nemzetség birtokában van. Feltehetőleg az első Gutkeled, aki a mai Hajdúdorog területén megszervezte az első név szerint is ismert falut, maga Dorog volt, akiről aztán elnevezték a települést. Az ő leszármazottai egyenlő részben örökölték ezt a falut, amely az idő múlásával több családra esett szét.

A később kialakult, Dorog nevű, középkori település területe minden bizonnyal a 11. században vált a Gutkeledek birtokává. A nemzetség két alapítója egy testvérpár: Gut és Keled voltak, akik Orseolo Péter királyi testőrségének parancsnokaiként valamikor 1038 és 1046 között szereztek hatalmas birtokokat Szabolcs, Szatmár és Bihar területén. Feltehetőleg ekkor került birtokukba a mai Hajdúdorog területe is. Ez egyúttal azt is jelenti, hogy a terület a honfoglalás után királyi birtok volt, hiszen Péter csak abból adományozhatott.
Ezek alapján tehát elmondható, hogy Hajdúdorog őse valamikor a 11. század végén vagy a 12. század elején alakult ki. A kezdetleges középkori falu a tatárjárás idején valószínűleg elpusztult, amire ismét a település névadásából lehet következtetni. A falut 1312-ben Dorogegyháza (pontosabban Durugegyháza) néven említik, amit a Zichy család okmánytára 1338-ban megerősít. Ez utóbbi dokumentumban Dorog leszármazottai megegyeznek abban, hogy a település a Diószegi család birtokába, Konrád és Keled örökségébe tartozik. A tatárjárás pusztításának nyomát őrzi a fennmaradt Dorogegyháza név, ugyanis ez a névadás arra utal, hogy az egykori Dorog a település nélkül maradt egyházról, azaz templomról kapta új nevét.

## Hajdúdorog története 1340 és 1605 között

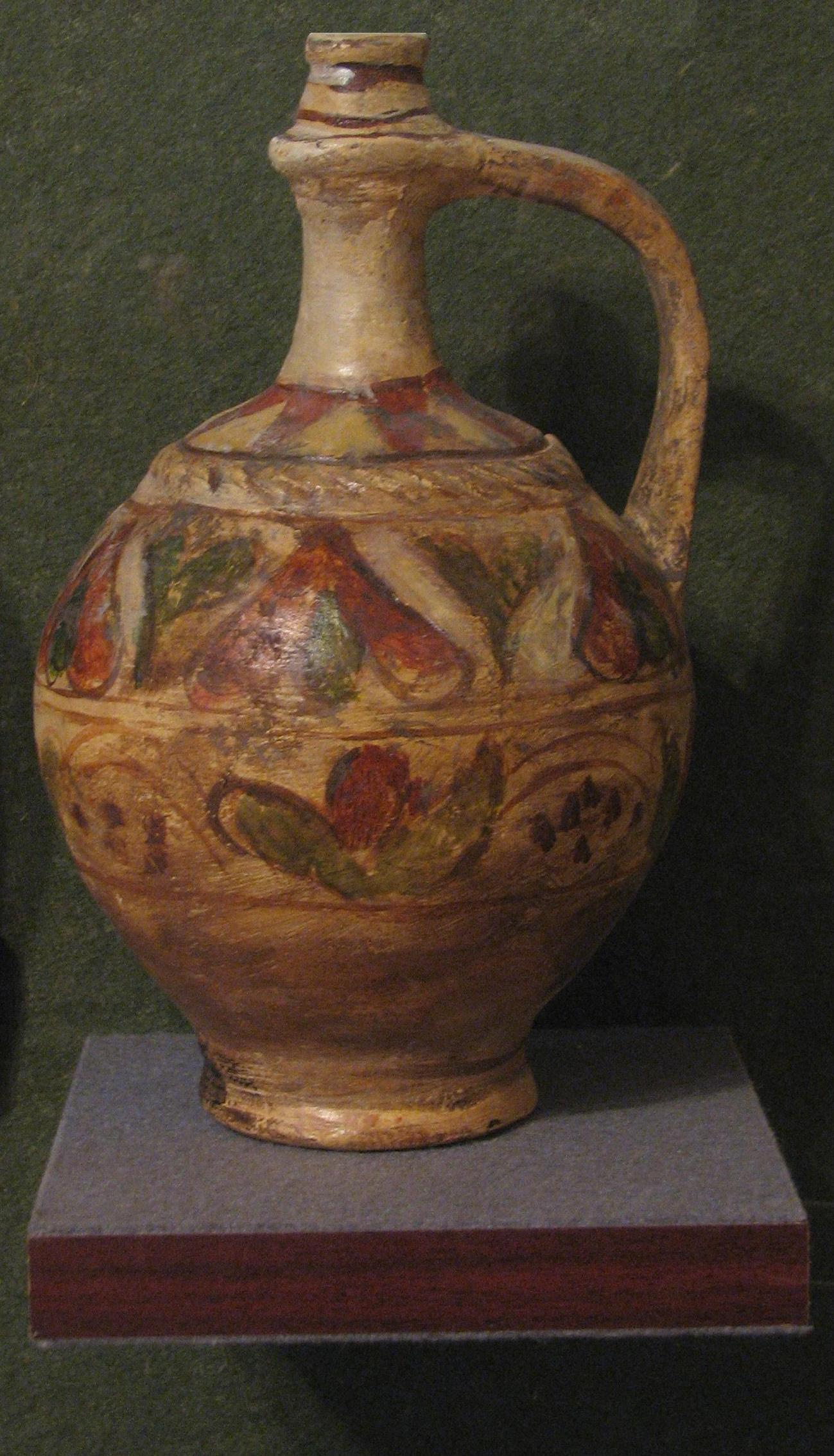
15. századi agyagkorsó Dorogegyházáról

A tatárjárás után Dorogegyháza néven újjáépülő falu legfőbb urai az 1338-as birtokfelosztás alapján a Gutkeled nembeli Diószegi és Dobi család volt. A 14. század közepén azonban hanyatlani kezdett a Gutkeledek hatalma. Az Árpád-ház kihalása után kirobbant trónharcok során a nemzetség az Anjouk oldalára állt, de a környék nemesi családjai közül a Debreceniek vívták ki leginkább az új uralkodó kegyét. Debreceni Dósa birtokai az évszázad folyamán egyre gyarapodtak, és több korábbi Gutkeled területet is magukba olvasztottak. Dorogegyháza, szomszédjaitól eltérően nem került a debreceni uradalom fennhatósága alá. A település legközelebb 1430-ban került újra a hivatalos oklevelek lapjaira. A Gutkeledek ekkor adták át a falut a Kállayaknak.
1517-ben a Szapolyaiak tokaji uradalmához került, amelyet Szapolyai János trónra lépése után az Ártándy testvéreknek ajándékozott. Az Ártándyak 1531-ben elárulták János királyt, amiért fejükkel fizettek. Ekkor rövid időre Dorogegyháza a kor két negatív alakjának Gritti Lajosnak és Laszki Jeromosnak a birtokába került. Ezután a mai Hajdúdorog visszakerült a tokaji váruradalomhoz, amely a tokaji várkapitány, Serédi Gáspár irányítása alatt állt. 1552-ben Dorogegyháza Serédi Benedek tulajdonába került. Ugyanebben az évben esett el Szolnok vára, amely Szabolcs és Bihar legfőbb védőbástyájának számított a török sereg ellen. 1566-ban Gyula vára is a törökök kezébe került, és így a törökök akadály nélkül elfoglalhatták Dorogegyháza vidékét is. 1566-tól kezdve a település a környező városokkal és falvakkal együtt kénytelen volt adót fizetni a szultán kincstárának a béke fejében. A korabeli Hajdúdorog tehát kétfelé fizetett adót, ugyanis a török defterdárok után megjelentek a tokaji uradalom adószedői is. A kettős adóztatás mellett Dorogegyháza azon a területen feküdt, amely a magyar és török seregek ütközőzónájává vált. A túlzott adóterhek és a hadi portyák lassan menekülésre bírták a település lakóit.
Hajdúdorog elődjének népességéről először 1543-ban tesznek említést a korabeli források. Az összeírás szerint a településen 26 porta volt található, amely a vármegye többi adatához viszonyítva az átlagosnál nagyobb lélekszámot jelentett. Ez a szám a török kor közeledtével meredeken emelkedni kezdett, ugyanis az 1549-es összeírásban már 50 porta szerepelt. Ez alapján a történészek a korabeli falu lakosságát körülbelül 7-800 főre becsülik. A porták számának hirtelen növekedésére logikus válasz lehetne az, hogy a török elől menekülő családok telepedtek meg a faluban, de a népesség növekedése nem állt meg 1566 után sem, amikor a település a törökök felé is adózott. Ezt támasztja alá az 1572-es defteri összeírás, ami szerint 67 porta található a faluban, amelyet a korabeli forrás már nem Dorogegyháza, hanem Dorok néven említ. Ennek legfőbb oka az volt, hogy Szabolcs vármegyét és ezzel együtt Dorogot is a török seregek az adófizetés fejében jórészt elkerülték. A kettős adózás végül mégis apasztani kezdte a település népességét, és 1588-ban már csak 31 portát írnak össze Dorogon. A fordulópontot azonban mindenképpen a tizenöt éves háború kirobbanása jelentette 1593-ban. A törökök oldalán betörő krími tatárok 1594-ben végigpusztították Dorog vidékét. A feljegyzések szerint ebben az évben néptelenedett el több környező település, és feltehetőleg rövid időre Dorog is. Ugyanakkor a korabeli feljegyzések Dorogon 1598-ban még 22 lakott házat jegyeztek fel. 1600-ban azonban már a deserta, azaz puszta jelzővel illették Dorogot, ami azt jelenti, hogy a háború végül teljesen elnéptelenítette a települést.

## A hajdúváros (1605–1711)

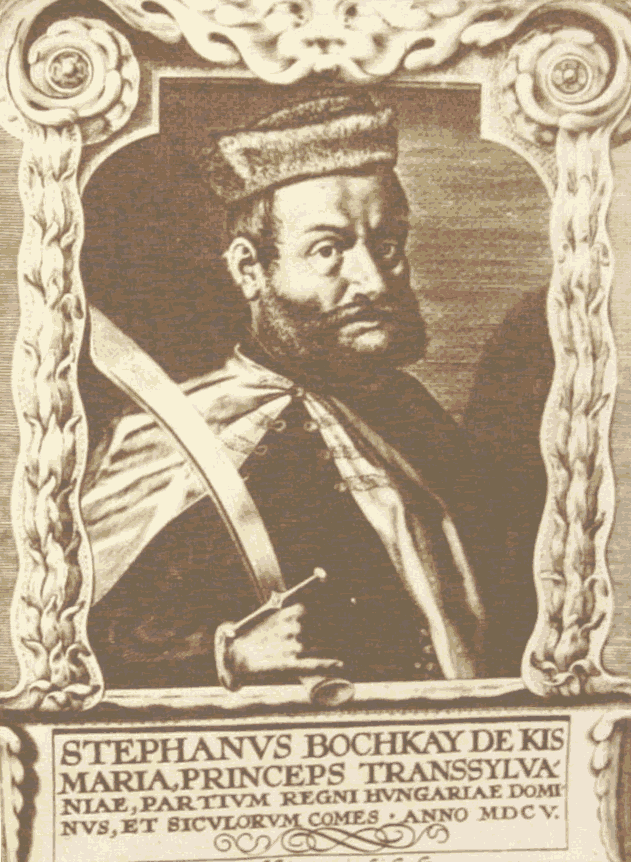
Bocskai István arcképe

A tizenöt éves háború a korabeli Hajdúdorognak egyszerre jelentette a teljes pusztulást és az újraéledést. A Partium területén elhelyezkedő birtokok a háború folyamán gyakran váltottak gazdát. Hajdúdorog mai területe a századforduló környékén vált Bocskai István, váradi kapitány bihari uradalmának részévé. Bocskai itt került közeli kapcsolatba a Biharban szétszórtan élő hajdúkkal, akik segítették a későbbi fejedelmet harcaiban, sőt ez a harcos nép alkotta a Bocskai-felkelés haderejének gerincét. A fejedelemnek ugyanakkor óvatosan kellett bánnia a hajdúkkal, akik korábban fegyelmezetlen, fegyveres rablóbanda hírében álltak. Bocskai 1604. október 14-én hitlevélben állította a maga oldalára a hajdúkat. A hitlevelet öt hajdúkapitány írta alá, amelyben biztosítják Bocskait támogatásukról, zsold, nemesi cím és elsősorban a vallásszabadságuk fejében.
A felkelés és a tizenöt éves háború lezárásakor Bocskai 1605. december 12-én kiadta a korponai kiváltságlevelet, amely a hajdúk számára kollektív nemesi jogokat nyújtott, és katonai szolgálataik fejében letelepedést biztosított nekik Bocskai birtokain. A hajdútelepítéshez felsorolt birtokok között található Dorog neve is. A hajdúk letelepítése azonban egyáltalán nem volt zökkenőmentes, és a korponai oklevél kiadását követően több helyen, így Dorogon is elmaradt. A hajdújogok érvényesítése kifejezetten nehézzé vált, amikor 1606. december 29-én Bocskai István, a hajdúk legnagyobb támogatója meghalt. 1606. december 1-jén, még Bocskai életében Szabolcs vármegye hatósága előtt birtokba iktatták a hajdúadományosokat, azonban Dorog hajdúkapitánya nem volt a birtokosok között. Bocskai halála után Dorog újra a királyi birtokban lévő tokaji uradalom részévé vált. A tizenöt éves háború elültével a falu kezdett újra benépesülni. Azok, akik a közelben portyázó különböző seregek elől bujdostak el a környéken, most újra visszatértek egykori dorogi házukhoz. A tokaji uradalom Bocskai halálával egyszerűen semmisnek tekintette a település hajdú jogállását. A királyi hatalom a többi hajdúváros adómentességét és nemesi jogait sem ismerte el. Emiatt tört ki az úgynevezett második hajdú felkelés 1607. október 20-án Debrecenben (az első hajdú felkelés maga a Bocskai-felkelés volt). A Nagy András vezette felkelés célja az volt, hogy mind a magyar királyi korona, mind az Erdélyi Fejedelemség elismerje a hajdújogokat, és kimondja, hogy „az igaz hajdúság csak ez öt helyből álljon: Polgár, Nánás, Hadház, Vámospércs és Szoboszló.”
1608. április 14-én a hajdúk felkelése elérte célját, és a király valamint az erdélyi fejedelem is elismerték a hajdújogokat. A béke megszilárdítására azonban úgy vélték, hogy több hajdútelepet kell életre hívni. 1613-ban II. Mátyás újra megerősítette a hajdú kiváltságokat, de Dorog neve ekkor sem szerepelt a hajdúvárosok között. A tokaji uradalom az 1606-os bécsi béke értelmében Thurzó György irányítása alá került, aki 1616. július 4-én a korábbi kiváltságlevelekre, és Dorog korábbi hajdú lakosaira hivatkozva, Dorogot a hajdúvárosok sorába emelte, és azt Deli Száva lippai hajdúkapitány birtokába adta. A nádor adománylevelét 1632. augusztus 10-én II. Ferdinánd kiváltságlevele erősítette meg. Ezzel az oklevéllel Dorog is belépett a királyilag elismert hét hajdúváros sorába, amelyek azonos jogállását is elismerte a királyi oklevél.

### A hajdúk letelepítése Dorogon

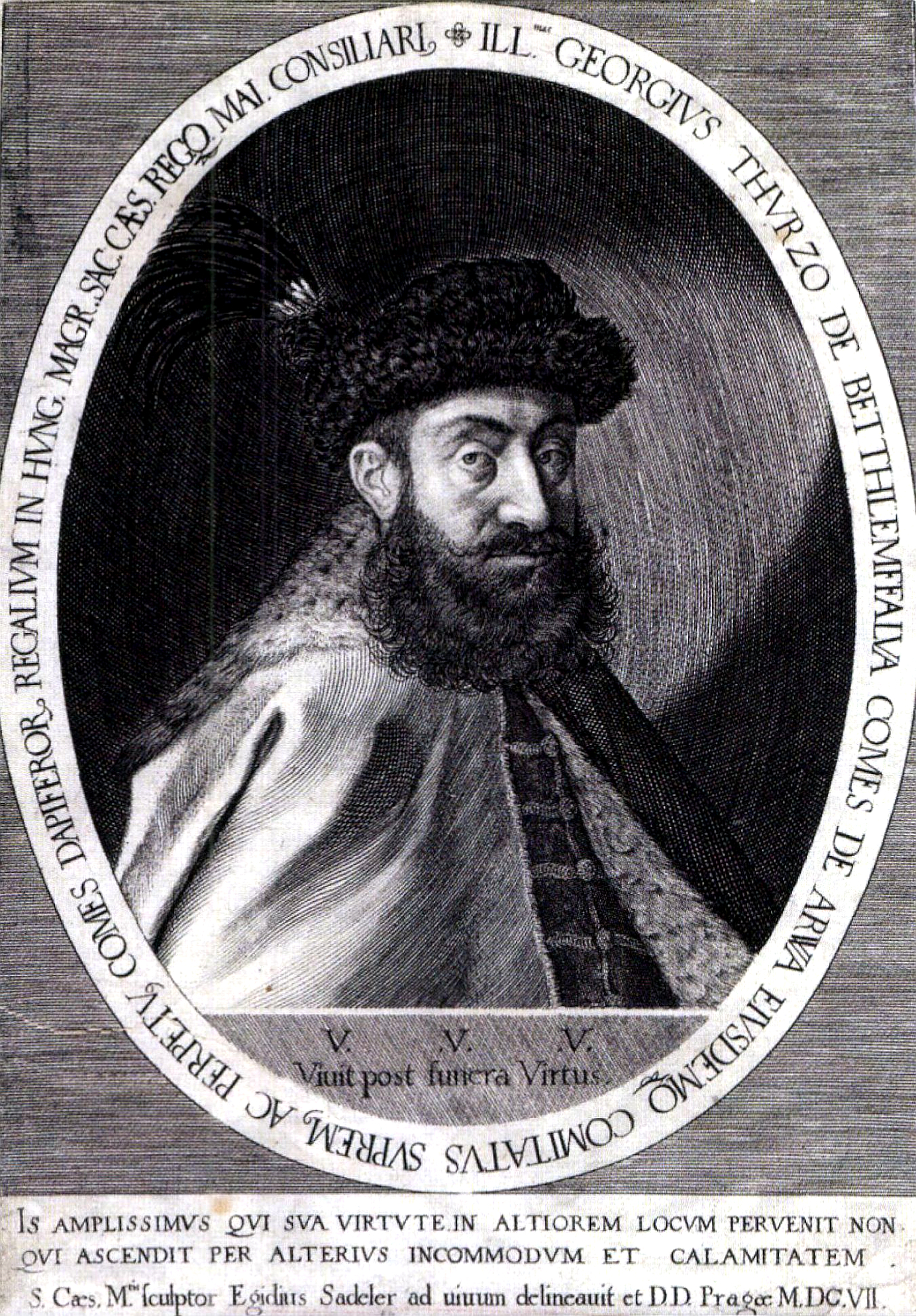
Thurzó György nádor portréja

Ha kilépünk az oklevelek és hivatalos iratok világából, és arra koncentrálunk, hogy vajon mi történt Dorogon a valóságban ezeknek az iratoknak a nyomán, akkor csak feltételezésekbe bocsátkozhatunk. Az 1605 és 1632 közötti időszak Hajdúdorog történetének legfontosabb, de történetileg bizonytalan időszaka. A történészek és a szakirodalom is csak feltételezésekkel élhet a valós eseményekkel kapcsolatban. Például nem maradt fenn semmilyen adat arról, hogy Dorog hajdúkapitánya miért nem vette át a korponai oklevélben kijelölt birtokot 1606-ban.

Az 1616-os oklevélből kiderül, hogy már a hajdútelepítés előtt is éltek Dorogon hajdúk, és azt is biztosra vehetjük, hogy a hajdúk mellett a település korábbi lakóinak egy része is visszatért a török pusztítás után. Éppen ezért Deli Száva és hajdú katonái egy lakott település birtokába jutottak.
Az 1616-os hajdútelepítés egyik nagy talánya, hogy vajon valóban megtelepedtek-e Deli Száva katonái Dorogon. A nádori oklevélben szereplő neveket összevetve az 1702-es hajdú nemesek összeírásával nem találunk sok hasonlóságot. Ez arra enged következtetni, hogy Deli Száva vitézei és leszármazottaik nem éltek sokáig Dorogon – vagy elköltözködtek, vagy a nemességért cserébe vállalt katonáskodás és a török harcok törölték ki nevüket a település névsorából. Az 1632-es oklevél ráadásul kiterjesztette a hajdújogokat a falu minden lakójára, így Dorog népessége meredeken emelkedni kezdett. A hajdújogok miatt több nemes költözött a faluba, de a jobbágyok is szívesen telepedtek hajdúvárosokba, mivel itt nem kellett dézsmát, füstpénzt és úrdolgát fizetniük.
A hajdúk erős jelenléte ugyanakkor kimutatható a 17. századi település kialakításában, társadalmában és közigazgatásában is. Dorog a török kor pusztítása után a hajdúk irányítása alatt épült újjá. A hajdúk nemesi kiváltságaik, adómentességük fejében katonai szolgálatot vállaltak, ezért Dorog városszerkezete is a katonáskodó népesség szükségleteit tükrözte. Dorog a hajdúkra jellemző hármas tagoltság szerint épült fel. A település középpontjában építették fel a belső várat, amelynek egyes részei mind a mai napig láthatóak. A település központjában már az 1610-es években létezett a mai székesegyház elődje. A régi kőtemplomot a környék hajdútelepüléseivel ellentétben nem protestáns felekezet számára emelték, hanem a Dorogon megtelepedő bizánci rítust követő hajdúk számára. Dorog vezetőinek házaival együtt a belső várat egy vastag téglafal vette körül, amelynek sarkainál négy őrtorony állt. A lőrésekkel tagolt erődfal egy részét mind a mai napig látni lehet Hajdúdorogon.
A belső vár körül helyezkedett el a huszárvár, amelyet az erődfalon kívül árok is elválasztott a belső vártól. Ez a terület volt a korabeli Dorog életének legfőbb színtere. A huszárvár elsődleges katonai funkciója a könnyűlovasság elszállásolása volt. 1660-ban itt épült fel a hajdúlaktanya árkádos épülete, amelyben ma a hajdúdorogi polgármesteri hivatal működik. Ezen a területen aklok, istállók, kertek és a lakóházak nagy része helyezkedett el. A huszárvárat a latorkert vette körbe, amely a legkülső védelmi rendszert jelentette. Ez Dorog esetében egy cölöpkerítés volt, amely elsősorban a kisebb portyázó seregek megállítását célozta. A latorkertet néhány éven belül palánkkal erősítették meg, amelynek vesszőből fonott falai közé földet öntöttek, és árokkal is ellátták a védelmi rendszert.

### A hajdúk hatása a közigazgatásra és a vallásra
A város kialakítása mellett a hajdúk nagy szerepet játszottak a helyi közigazgatás kiépítésében is, amely a hajdúk katonai rangjához igazodott. Az újonnan alapított Dorog első emberét sokáig főkapitánynak nevezték, aki a hajdútanáccsal együtt igazgatta a települést. Dorog 1639-ben mezővárosi rangot kapott, és ettől kezdve a főkapitány mellett a kiterjedt hivatalnokrendszernek, az úgynevezett magisztrátusnak is nagy hatalma volt a város igazgatásában. Dorogot a 17. század elején a többi hajdúvároshoz hasonlóan tizedekre osztották fel. A településen négy tized alakult ki: a Viditótized, a Gáttized, a Hegytized és a Telekhegy-tized, amelyek egy-egy hajdú-tizedes irányítása alatt álltak. A tizedek tehát nem egy korábbi településrész, hanem egy katonai szakasz nevét őrzik.
A hajdúk betelepülése gyökeres hatással volt a város vallására is. A török adószedők már a 16. században is több dél-szláv eredetű nevet írtak össze Dorog területén, ami utal arra, hogy a török elől menekülő különböző balkáni népek telepedtek meg a város területén. Thurzó György hajdútelepítése ezt a hatást elvileg erősíthette volna, bár a rác hajdúk névsora erősen magyarosított vagy magyar neveket tartalmazott. Miután Dorog hajdúvárossá vált, lakossága meredeken emelkedni kezdett. Ez érthető is, hiszen egyrészt adómentességet, sőt akár nemesi jogokat is ígért lakóinak, másrészt pedig erődített hely volt, katonáskodó lakókkal, akik védelmet nyújthattak a török és a magyar seregek ütközőzónájában, a Partiumban. A Dorogra áramló népesség javarészt magyar volt, de jelentős mértékben áramlottak a mezővárosba oláhok, ruténok, rácok és később görögök is. Ezek a népcsoportok magukkal hozták ortodox keresztény vallásukat és hagyományaikat. Mivel az idegen népesség gyorsan beolvadt Dorog magyar ajkú lakói közé, ezért feltételezhető, hogy nem a keleti kereszténységet valló balkáni népek miatt vált az egész város lakossága bizánci rítusúvá. Feltételezhető, hogy a településre eleve keleti rítust követő magyarok telepedtek le, és ezért választották az ortodox vallásúak szívesebben Dorogot. A városba telepített hajdúk szintén bizánci rítusú szertartást követtek, ami a Magyar Királyság sajátos történelmi fejlődése miatt szervezetileg ugyan az ortodox egyházhoz tartozott, de annak külföldi püspökei a nagy távolság miatt szinte semmilyen hatalommal nem rendelkeztek Magyarországon, így a bizánci rítusúak tulajdonképpen egyházszervezet nélkül voltak. A keleti rítusokban azonban a magyar nyelv nem volt hivatalos liturgikus nyelv. Emiatt a hajdúvárossá váló Dorogon hamarosan két egyházközség alakult ki. A belső vár területén épült régi kőtemplomban ószlávul és románul is végeztek misét. Az ószláv nyelven miséző parókus elsősorban a magyar, a felvidéki, a kárpátaljai és a délszláv származású hívekért felelt, míg az úgynevezett román parókia liturgiáit román nyelven végezték. Levéltári feljegyzések alapján a két parókus 1667-ben egyezett meg a templom közös használatának szabályairól.

Az ószláv parókia első ismert papja Marinicz János volt, aki 1638. április 14-én lett dorogi parókus, és egyben ő volt a tiszántúli kerület főesperese. Feltehetőleg akkor is ő vezette a parókiát, amikor 1646-ban az ungvári unióval létrejött a görögkatolikus vallás. A pápa az unióban csak az ószláv és a román nyelvet fogadta el hivatalos liturgikus nyelvnek.

### Dorog harca a török seregek ellen
A 17. század során a hét hajdúváros nagy fejlődésen ment keresztül. A század közepére megerősödött a hajdú kiváltságokkal felruházott városok szövetsége, és megalakult a Hajdú kerület, amely 1696. április 16-ai ülését Dorogon tartotta. A megerősödött hajdúvárosok kiváltságait Erdély és Magyarország is elismerte. A Hajdú kerület egységes fellépésének sikere mögött az állt, hogy a hét város a Partium egy teljesen védtelen alföldi táján képzett hatékony katonai ellenállást a törökökkel szemben. És valóban, a hajdúpalánkok alkotta kis végvár-rendszeren a portyázó török hadak nem tudtak áttörni. Ennek következménye az lett, hogy 1660 áprilisában kifejezetten a hajdúvárosok megtörésére indult el Szejdi Ahmed, budai pasa serege a Partiumba. Az úgynevezett Szejdi-járás török túlereje ellen a hajdúk nem voltak képesek felvenni a harcot, így a törökök végigpusztították a hajdúvárosokat, és elfoglalták Váradot.
A török pusztítás után Dorogot a Partiumban portyázó kurucok dúlták fel. A Thököly Imre későbbi felkelését támogató fegyelmezetlen rablóbanda 1676-ban lángba borította a várost, amely a következő évben a szomszédos Nánással és Hadházzal együtt a király segítségét kérte a kurucok megfékezésére. A sorozatos kuruc támadások miatt Dorog lakossága ismét csökkenni kezdett, sokan elköltöztek a romokban álló hajdúvárosból. 1687-ben azonban a hajdúkapitányok fölé rendelt kassai várkapitány, Csáky István elrendelte, hogy a Dorogról elköltözött hajdú nemesek visszaköltözzenek eredeti helyükre. A Thököly-féle kurucjárásból feléledő Dorog érthető okokból nem fogadta nagy lelkesedéssel a kurucok élére álló II. Rákóczi Ferenc felkérését, hogy segítse őt szabadságharcában. A hajdúk, köztük Dorog is csak Kálló várának bevételekor, 1703. július 29-én csatlakoztak Rákóczihoz.
A szabadságharcban dorogi hajdúk is részt vettek, de a hadműveletek nagyrészt békében hagyták a város lakóit. Az 1702-től rendszeressé váló jegyzőkönyvek a Rákóczi-szabadságharc idején mindössze egyetlen jelentős eseményről számoltak be Dorogon. 1709-ben az egész országon végigsöprő pestisjárvány a településen különösen nagy pusztítást végzett. A kerület jegyzőkönyvei szerint Dorog „a rendkívül való istenítéleti miatt majd teljességgel elpusztult”.

## Hajdúdorog története a Habsburgok idején (1711–1914)
A Rákóczi-szabadságharcot követő jórészt békés időszak Dorog történelmében elsősorban a mezőgazdasági, a kereskedelmi, az ipari, a közigazgatási és a társadalmi fejlődés jegyében telt. A mozgalmas 17. század után Dorog társadalmi rétegei is kirajzolódtak. Mint általában a hajdúvárosokban, itt is négy jogilag különböző szintet lehetett megkülönböztetni. A hierarchia csúcsán a hajdú nemesek álltak, őket követték az úgynevezett armalista nemesek, akik nemesek voltak, de azt nem hajdú jogon szerezték. A két felső réteget követték a libertinusok, akik nem rendelkeztek nemesi címmel, de valamilyen ágon birtokot örököltek a hajdúvárosokban. Végül a jogi ranglétra alján helyezkedtek el az inquilinusok, akik hajdúvárosokban földet csak bérelhettek. Közéjük tartoztak a zsellérek is, akik egyre nagyobb számban költöztek be Dorogra. A négy birtokosi csoporton kívül pedig a város lakói között voltak a jobbágyok, akiknek a nevéhez nem kötődött semmilyen dorogi birtok.

### Dorog közigazgatása 1848-ig

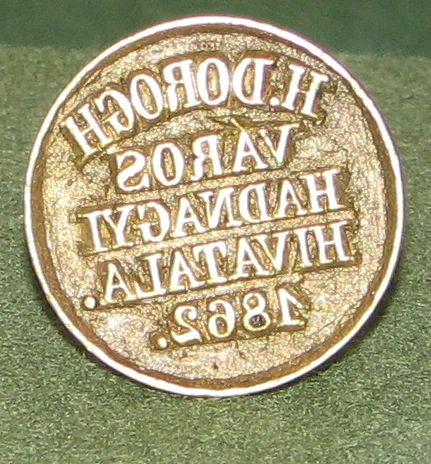
Hajdúdorog hadnagyi pecsétje 1862-ből

A fenti jogállás a város közigazgatása szempontjából alapvető fontosságú volt. A város tagjának csak azt a polgári személyt tartották, aki a településen házzal rendelkezett. Őket a köznyelv egyszerűen csak gazdának nevezte. Az inquilinusok és a jobbágyok tehát nem tartoztak a város polgárai közé. Ez a különbségtétel azért fontos, mert 1787-től kezdve a hajdúk nemesi irányítása engedett, és a város minden polgárának választójogot adott. A város irányítását két testület látta el egészen 1886-ig. A szélesebb rétegek érdekeit képviselő nagytanács volt az egyik. Az évek folyamán ezt a testületet nevezték universitasnak, communitasnak és hivatalos megnevezésében Választott Hites Közönségnek is, és ebből alakult ki a későbbi korok választott képviselőtestülete. 24 tagját tizedek szerint választották a város polgárai, vagyis minden tized 6-6 tagot jelölt a nagytanácsba, amelynek nyomait már a 17. század közepétől meg lehet találni, de folyamatosan 1752-től működött Dorogon. Tagjai nagyrészt módos birtokos polgárok voltak, és csak elvétve akadt nemesi származású tanácsnok. A nagytanács igen széles témakörben tárgyalhatta a város ügyeit, de jogszabályt önállóan nem alkothatott. Ezért a nagytanács szerepe szinte mindvégig elhanyagolható volt.
A fő szerepet a szenátus játszotta, amelyet gyakran tanácsnak vagy kistanácsnak neveztek. Ez a szervezet bizonyíthatóan már legalább 1643 óta létezett. Eredeti tagjai csak hajdú nemesek lehettek, de a 18. századra ez kiterjedt minden nemesre. Tagjait a tizedek választották, de a tényleges kinevezésben döntő szavuk volt a korábbi tanácstagoknak. A szenátus 12 tagú volt, majd 1820-tól kezdve nyolcra csökkent a tagok száma. Ez a tanács döntött szinte minden Dorogot érintő ügyben. A szenátus tagjai között voltak a város legfőbb tisztségviselői, akiket a korabeli elnevezés magisztrátusnak nevezett. A tisztségviselők mellett a szenátorok, vagy másképpen iuratusok vagy esküdtek, egy-egy ügykör vezetői voltak. A 19. század elején a szenátusi ügykörök egyre inkább két nagy részre bomlottak: a közigazgatási és a törvénykezési feladatokra. Ez utóbbit 1715-től kezdve sedria néven emlegették, amely a Dorogot illető igazságszolgáltatásban nagy hatalommal rendelkezett, hiszen egészen 1757-ig a pallosjog is megillette. Elviekben a szenátus és a nagytanács együttes ülése, a közgyűlés hozhatott érvényes jogszabályokat, de a gyakorlatban a Dorogra vonatkozó döntéseket és szabályokat a szenátus hozta meg.
A város vezető tisztségviselője a főhadnagy volt. Ezt a pozíciót 1666-ig bizonyíthatóan kapitánynak nevezték, de aztán ez a rang a Hajdú kerület vezetőjét illette meg. Így Dorog első embere előbb hadnagy lett, majd 1833-tól kezdve főhadnagy. Az ő feladata volt a várospolitika egészének az átfogása, ő volt a szenátus elnöke, pecsétje nélkül semmilyen jogszabály vagy döntés nem volt érvényes. Kezdetben ő volt a bírói hatalom városi feje is, de ezt a címet 1829-ben átadta az alhadnagynak. Az alhadnagy tisztsége 1829-ben jött létre. Ő volt a főhadnagy helyettese, legfőbb feladata a város rendészeti ügyeinek a kézben tartása volt. A magisztrátus egyik befolyásos tagja volt a főesküdt, akit az évek során népszónoknak, népszószólónak, néptribunnak vagy fürmendernek is neveztek. A tisztség nagyrészt egykorú a kapitányi tisztséggel, és az alhadnagy előtt ő volt a város első emberének a helyettese. A főesküdt állt a nagytanács élén, és az ő felügyelete és irányítása alá tartozott minden gazdasági és városvagyoni ügy. Az ő irányítása alatt dolgozott a városgazdálkodás két fontos tisztségviselője, a városgazda, aki a város vagyonáért felelt; és a perceptor, aki a város pénzügyeit intézte és az adószedésért is felelt. Őket a nagytanács tagjaiból választották. A szenátus tagjai között foglalt helyet a főjegyző vagy notárius is, aki a városi közigazgatás feje volt. Minden hivatalos irat rajta ment keresztül, ő fogta össze a hivatali ügyintézést, és gyakran ő volt a szenátus egyetlen tanult tagja. A város követeként is a főjegyző járt el, így például 1712-ben a nánási jegyző mellett Domokos János dorogi jegyző képviselte a Hajdú kerületet a pozsonyi országgyűlésen.

### Dorog mezőgazdasága a Habsburgok idején

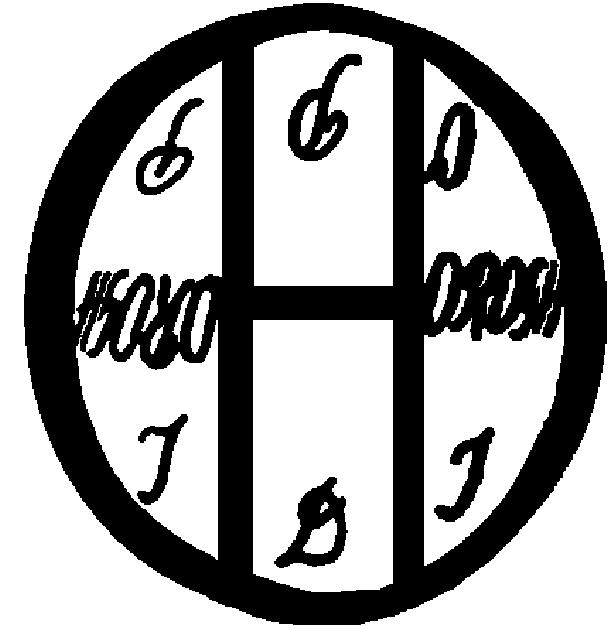
Hajdúdorog jószágbélyegzője 1748-ból, amelynek szövege: Dorogh Oppidi, azaz Dorog mezőváros.

A 18. század békés évtizedei során a korábban katonáskodó hajdúk is egyre inkább letelepedett életet kezdtek élni. A város gazdasága elsősorban a mezőgazdaságra épült, és azon belül is az állattenyésztés kapott nagy hangsúlyt. Dorog határa népességéhez viszonyítva nagy volt, így a legtöbb legelőt nem kellett feltörni, hogy az élelmet biztosítson a városiaknak. Ráadásul a hajdúknak nem kellett harmincadot fizetniük, ha állataikat vásárokra terelték. Így a dorogi gazdák elsősorban szarvasmarhát, juhot és lovat tartottak, amelyeket gyakran más településektől bérbe vett legelőkön hízlaltak fel. 1751-ben Dorog városa rendszeresen bérelte Bót, Geszteréd, Bököny, Parlag és Szegegyháza területeit. De volt olyan év, hogy a dorogi nyájak egészen Sárospatak határáig elvándoroltak legelőért. Az állatokat leginkább Kassa és Eperjes vásáraira hajtották el. Az állattartás fő helyszínei a város körül fekvő akolkertek voltak, amelyek a város növekedésével fokozatosan kintebb tolódtak. A népesség növekedése ugyanakkor egyre több legelő feltörését eredményezte. Így a 18. század során a növénytermesztés egyre meghatározóbbá vált.
A 18. század kezdetén Dorog határában elsősorban rozst, búzát, kukoricát és árpát termesztettek. A földeket jogi szempontból három kategóriába sorolták. Kezdetben a szántók nagy része a hajdú jogon birtokolt földek közé tartozott. Később egyre több az úgy nevezett prédiális, azaz bérbe vett földbirtok. A legújabb földeket pedig az újonnan feltört mezők alkották. Dorog határában egészen 1757-ig a parlagoló rendszer határozta meg a növénytermesztést, ekkor a város a nyomáskényszerre váltott, amelyet csak a 18. század végén váltott fel a háromnyomásos gazdálkodás. A mezőgazdaság lassú fejlődése ekkor kezdett összefonódni az iparral, ugyanis 1780 táján, a háromnyomásos rendszer bevezetésekor jelentek meg Dorog határában olyan ipari növények, mint a len, a kender vagy a dohány. A növekvő mezőgazdasági igények egyre több legelőt és mezőt számoltak fel, és a kiterjedt szántóföldek lassan arra kényszerítették Dorog városát, hogy egyrészt a határt felossza, és a földterületeknek nevet adjon; másrészt pedig, hogy szomszédjaival pontosan meghatározzák a település külterületének határait. Ez a folyamat nagyrészt a 19. század folyamán játszódott le. Elsőként 1843-ban osztották fel a dorogi határt, amelyet 1852-ben hivatalosan is hét járásra és 16 dűlőre bontottak fel. Ezek java része mind a mai napig ismertek Hajdúdorog külterületein. A település külső birtokainak a határát már nehezebb feladat volt meghúzni. Az első vita Tedej területének hovatartozásáról robbant ki 1756. július 12-én a közeli Nánással, és több változtatás után végül 1886-ban állapodtak meg.
A hajdúk letelepítésétől kezdve minden mezőgazdasági munka központja a város belterülete volt. A település szélén álltak az állattartáshoz szükséges ólak, istállók és aklok, és a növénytermesztők is dorogi házukból indultak a határban fekvő földjeik megművelésére. Ennek vetett véget 1892-ben a városi tanács döntése, miszerint tagosítják a dorogi földbirtokokat, vagyis minden birtokosnak egy darabban mérik ki a földterületét. Mivel ebben a korszakban már nem fenyegették az embereket háborúk vagy rablóbandák, egyre többen építettek tanyát az egyesített földjeiken. A dorogi tanyavilág nagy része 1900 és 1920 között épült fel.

### Dorog ipara és kereskedelme
A 18. századi Dorog iparát is elsősorban a mezőgazdaság határozta meg. A közeli Debrecen országosan is jelentős heti vásáraival gyengítette a dorogi céhes ipar kialakulását. A legtöbben a közeli nagyvárosba utaztak, hogy ott jobb minőségű és néha olcsóbb árut kapjanak, mint a dorogi mestereknél. Ugyanakkor a legalapvetőbb mesterségek már a város újratelepítésekor megjelentek, és lassan céhekbe rendeződtek. Ezek közé a mesterségek közé tartozott például a csizmadia, a szabó vagy a kovács is. A termények megőrlésére malmokat építettek. 1715-ben Dorogon négy úgynevezett száraz malmot írtak össze, amelyben a malomkövet egy ló mozgatta. Egy évszázad múltán már szélmalmok őrölték a dorogi gabonát, amelyek közül az utolsót 1910-ben bontották el. A malmok mellett több olajsajtoló is működött, amelyek a bizánci rítusú egyházi szertartásokhoz is biztosították az olajat. A templomi építkezésekhez téglavető is működött Dorogon, és a debreceni vásárokon egyre többször jelentek meg dorogi és nánási kosárfonók. A fűzfavesszőkből font kosarak miatt 1782-ben a város több fűzfa-csemetét ültetett a Böszörményi út mentén, amelyeket később is újratelepítettek, és az utat mind a mai napig fűzfák övezik.
A mezőgazdaság és az ipar fejlődése magával hozta a kereskedelem fellendülését is, amely a 17. század végétől kezdve egyre inkább görög kereskedők kezébe került. Dorog portékái elsősorban Debrecen, Tokaj, Eger, Kassa és Eperjes vásárain jelentek meg. 1795. február 12-étől Dorog is vásártartó település lett, évente három országos vásárt tarthattak február 8-ának, július 29-ének és november 11-ének a hetében, csütörtökön. A vásáron a vásárbíró tudta nélkül senki nem árusíthatott.

### Dorog 18. századi története

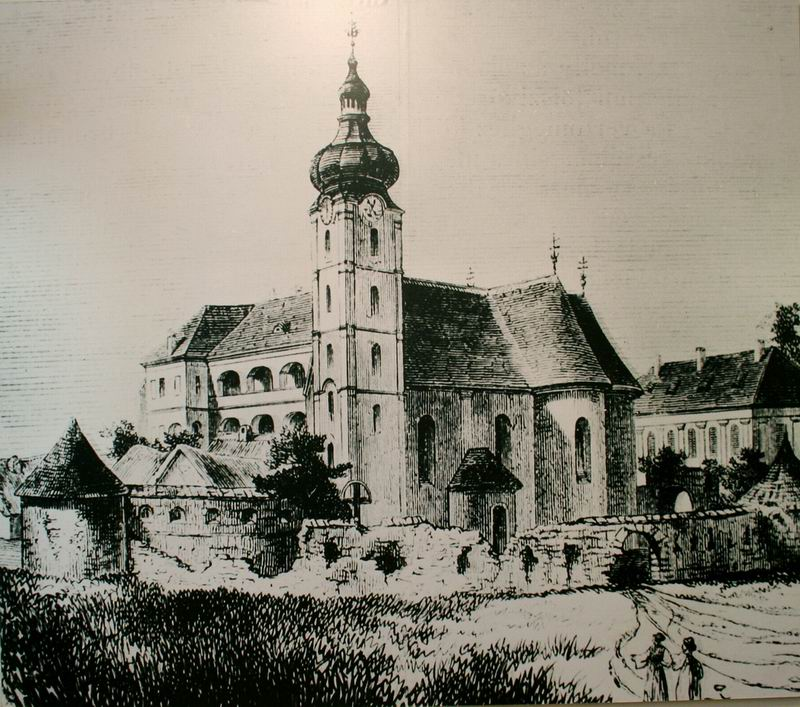
A görögkatolikus templom ábrázolása 1859-ben

Hajdúdorog története a Rákóczi-szabadságharcot követő közel másfél évszázadban tehát elsősorban a fejlődésről, a békés gyarapodásról szólt. Ezt csak a 18. század közepének történései bolygatták meg. Először a két hullámban kitörő pestis okozott komoly veszteségeket a városlakóknak. Az első halálozást 1739. december 8-án jelentették Dorogon, és az 1740. szeptember 15-éig tartó járvány közel 600 áldozatot szedett. A pestis levonulása után az 1750-es évek elején Dugó Kovács János vezetésével lázadás tört ki a város vezetése ellen, amely főleg a zsellérek körében vált népszerűvé. A város vezetése azonban pár hónap alatt úrrá lett a káoszon. 1756. október 24-én Mária Terézia utasítására Dorog 40 katonát állított ki a korponai oklevél tartalma értelmében. A katonák a hétéves háborúban és az osztrák örökösödési háborúban támogatták a császári és királyi trónt. 1791-ben Hajdúdorog a Szabolcs vármegyétől közigazgatásilag is különválasztott Hajdú kerület része lett.
A 18. század egyik kiemelkedő eseménye volt a dorogi görögkatolikus templom építése. A hajdúk betelepítésekor a város központjában egy romos, régi kőtemplom állt, amely a török korban többször is kiéghetett. A görögkatolikus vallás 1646-os megalakulása után Dorogon gyorsan megerősödött. Egy új kőtemplom építését, és a téglából emelt hajdú őrtorony átépítését a város parókusa, Bacsinszky András, későbbi munkácsi püspök szorgalmazta. A templomhoz felhasznált téglát helyi téglavetőben állították elő. Az építőanyag gyártása 1752-ben kezdődött. A templom alapkövét Bacsinszky 1764. szeptember 2-án tette le. Az építkezéseket egy Tamás nevű munkácsi kőműves mester irányította, a templom körülbelül 1772-ben készült el. Az egyház birtokában álló központi telkeken azonban nem a templom volt az egyetlen épület, amelyet átalakítottak vagy felépítettek. A mai parókia helyén körülbelül 1700-tól kezdve állt egy egyházi iskola, amelynek kezdetben egy tanterme volt, de az oktatás központi szabályozását követően a tanulók létszáma ugrásszerűen növekedni kezdett, ezért 1792-ben felújították és kibővítették a város görögkatolikus iskoláját.

1792-ben a protestáns nézetek népszerűsítéséért egy legáció érkezett Dorogra, amelynek tagjai között volt Csokonai Vitéz Mihály is.

### Dorog története a községgé válásig, 1887-ig

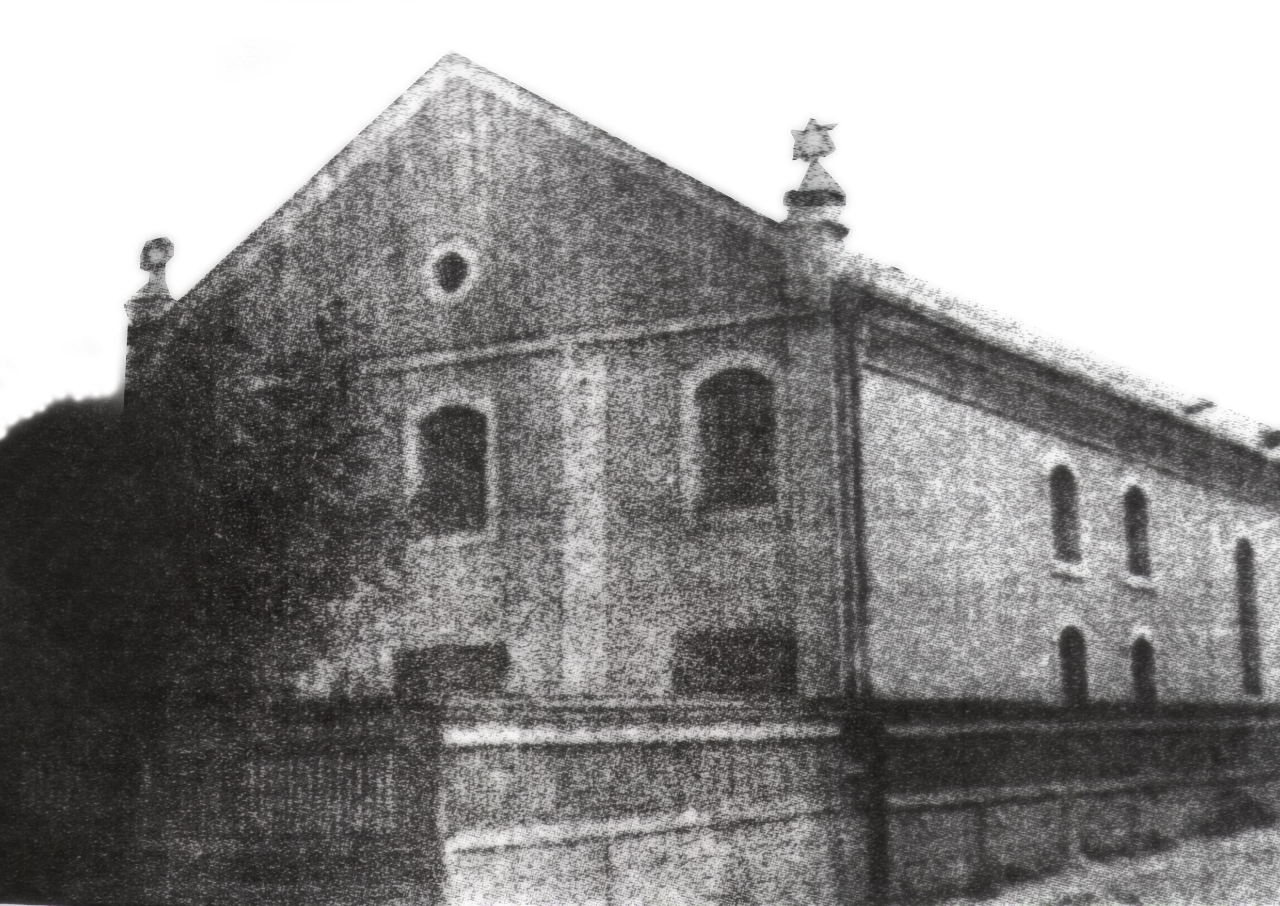
Az egykori zsinagóga épülete a Dohány és a Jaczkovics utca sarkán

A reformkor végzetes járványokkal kezdődött Dorogon. 1831-ben mintegy 500 ember esett áldozatul a kolerának. A 19. század eleje elsősorban a város vallási életében bekövetkezett változások miatt különösen fontos. 1821-ben például a városi tanács megszüntette a román parókiát, arra hivatkozva, hogy a település lakóinak nagy része magyar nyelvű, ezért felesleges két idegen nyelvű parókiát fenntartani. A görögkatolikus egyházon belüli változások mellett, más felekezetek is egyre nagyobb szerephez jutottak a városban. A dorogi római katolikusok 1859-ben építették fel templomukat. Az 1820-as években kezdtek el református családok Dorogra költözni, és 1864. április 13-án alakult meg a hajdúdorogi református egyházközség, amelynek temploma 1901-ben épült fel. A század elejétől kezdve egyre több zsidó is beköltözött a városba, akik 1848 körül építették fel imaházukat a Jaczkovics és a Dohány utca sarkán. A dorogi zsidó közösség második rabbija 1869-től Frankl Sámuel volt, akit korának egyik legjelentősebb Tóra-tudósaként ismert el több nemzetközi hírű rabbi is. Jelentőségét az is mutatja, hogy fő művéről, az Imrej Széferről neveztek el egy zsinagógát a jeruzsálemi Hár Nof negyedben.
A forradalom és szabadságharc szelleme az 1840-es években a hajdúvárosokat is elérte, így amikor 1848 idusán kitört a szabadságharc, Dorog 5 századost és több száz katonát küldött a harcoló magyar seregekhez. A forradalom csatái ugyan elkerülték a várost, de a hadban lévő seregek többször is megtelepedtek Hajdúdorogon. A katonák elszállásolása hatalmas terheket rótt a lakókra, de így fenntarthatták a békét. A legtovább maradó sereg az orosz cári sereg egy hadteste volt, amelyhez több hajdúdorogi elbeszélés is kötődik. Ezek mindegyike megemlíti, hogy az oroszok, vagy korabeli nyelvjárással illetve őket a muszkák jelentős hadserege telepedett le az északi hajdúvárosok környékén. A sereg vezetői azonban Hajdúdorogot választották főhadiszállásul a görögkatolikus vallás miatt. A város parókusa ószláv nyelven misézett, és megértette a cári hadnagyokat. Az orosz hadak még Hajdúdorogon voltak, amikor 1849-ben újra kitört a kolerajárvány, amely sok orosz katonát, és köztük a sereg főhadnagyát is elragadta. Tömegsírjuk a város északi részén, az úgynevezett Rákóczikertben állt, amelyet a köznyelv csak muszka-halomnak nevezett. A tömegsírt a város vezetése 1986-ban felszámolta, ugyanis helyén épült fel a strandfürdő. A forradalom bukása után az egész Hajdú kerület számíthatott a császár büntetésére. Dorog a világosi fegyverletétel után elvesztette önkormányzatát, és egészen 1854-ig a Bach kormányzat által kinevezett nánási szolgabíró irányítása alatt állt, attól kezdve a kiegyezésig pedig a város saját szolgabírája volt a legfőbb hatalom Dorogon. 1852-ben újra súlyos kolerajárvány pusztított a településen, és két év alatt közel 900 ember életét oltotta ki. A kolera a 19. században 1873-ban söpört újra végig a városon. Ekkor 500 áldozatot szedett.
Az 1867-es kiegyezés fontos törvényi és jogi következményekkel járt minden hajdúvárosra nézve. 1871-ben a település megtarthatta városi rangját, rendezett tanácsú városi címet kapott, de a többi hajdúvárossal együtt elvesztette hajdú kiváltságait. A város 1871-től kezdve viseli hivatalosan is a Hajdúdorog nevet, noha írásos bizonyíték maradt fenn arról, hogy már 1837-ben a Hajdú kerület arra figyelmeztette Dorog parókusát, hogy az anyakönyvekben a Hajdú Dorog nevet használja. Az 1876-os megyerendezés alkalmával megszűnt a Hajdú kerület, és Szabolcs, Békés illetve Bihar vármegyék területe között megalakult Hajdú vármegye.
A kiegyezést követő közigazgatási változások 1886-ban oda vezettek, hogy Hajdúdorog a városi ranggal járó magas költségek miatt lemondott rendezett tanácsú városi rangjáról, és 1887-től kezdve község lett. Ennek megfelelően megszűnt a főhadnagyi tisztség és a városi tanács is. Hajdúdorog vezetőjét ettől kezdve főbírónak nevezték, aki a 15 tagú elöljárósággal és a 40 tagú képviselőtestülettel együtt irányította a község ügyeit.

### Hajdúdorog első vállalatai a Monarchia korában

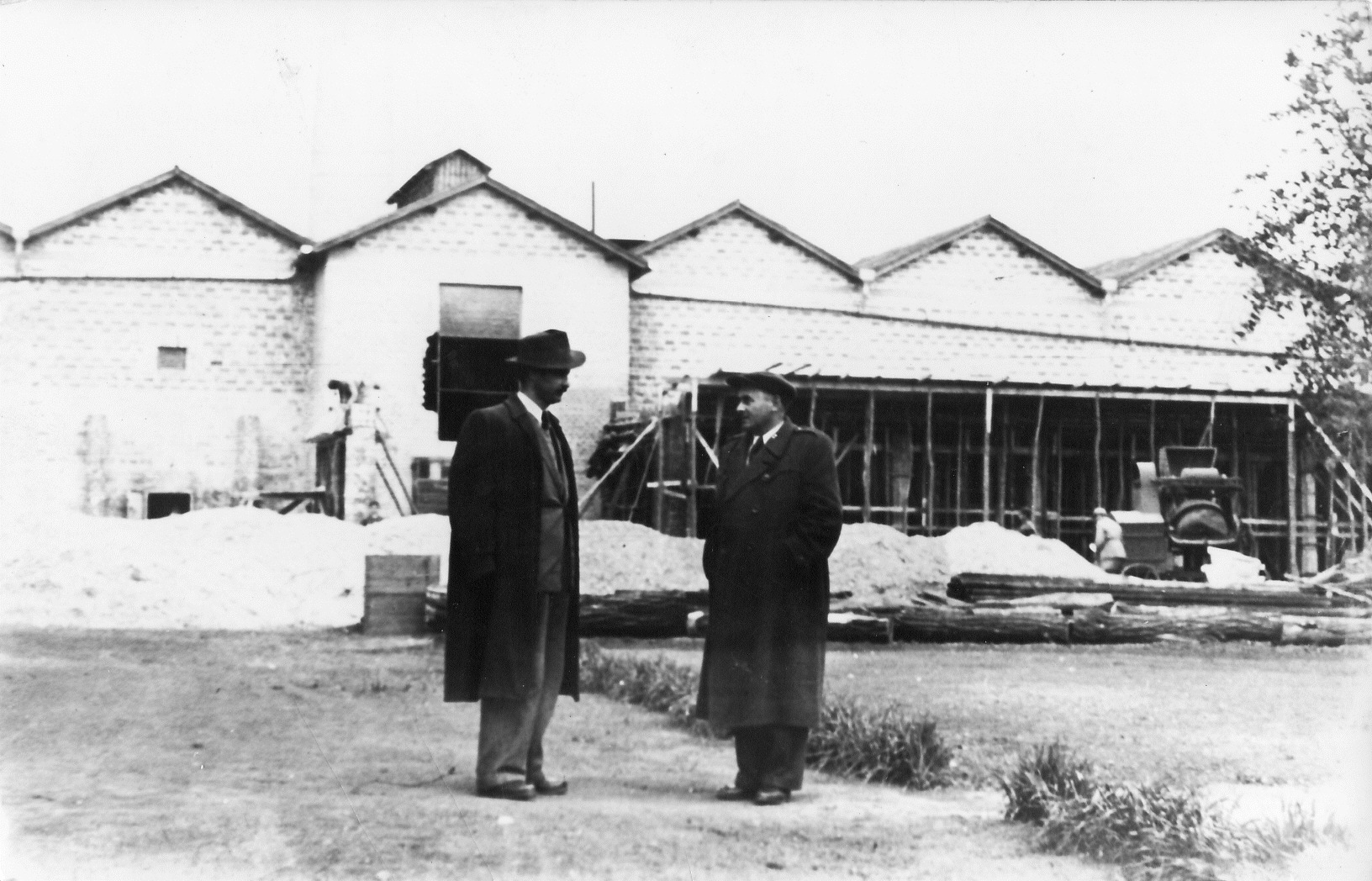
A Dohánybeváltó Hivatal átépítése 1956-ban
A hajdúdorogi Görög Demeter Művelődési Ház archívumából

A kiegyezés utáni korszak egész Magyarországon jelentős fejlődést hozott. Nem volt ez másképp Hajdúdorogon sem, ahol a 19. század vége elsősorban az infrastruktúra fejlődésének jegyében telt el. Már 1854-ben tervek készültek a Debrecen és Tiszalök között megépülő vasútról, amely Hajdúdorogot is érintette volna, és ekkor született meg a tiszacsegei lóvasút megépítésének a gondolata is, amely szintén a városon keresztül kötötte volna össze Debrecent és a Tiszát. A tervek megvalósítása több éven keresztül váratott magára, de végül 1880-ban elindult a vasút építése Debrecen és Hajdúnánás között, amely 1884. augusztus 24-én nyílt meg a forgalom előtt. A vasút pedig megnyitotta az utat a község ipari fejlődése előtt is. Az ipari keretek az 1848-49-es szabadságharcot követően megváltoztak, hiszen a céheket 1848-ban felszámolták. Dorogon a Monarchia korában jelentek meg az első vállalatok, amelyek eleinte még a céhes keretekre épültek. 1873-ban alapították a Hajdúdorogi Csizmadia Ipartestületet, a város első ipartestületét, amelyet 1877-ben követett az első hitelintézet, a Hajdúdorogi Temetkezési Egylet megalakulása. Az első dorogi gyár 1885-ben a Dohánybeváltó Hivatal volt, amelynek megnyeréséért a szomszédos Hajdúnánással kellett versenyeznie a településnek. A 600 munkást is foglalkoztató hivatal mellett 1907-ben nyílt meg Auspitz Jeremiás Ecetgyára, és 1911-ben a teljesen dorogi tőkéből épült Hajdúdorogi Gőztéglagyár Rt., amely a mai Téglagyár utca helyén állt. A város első pénzintézete 1891-ben nyílt Hajdúdorogi Részvénytakarékpénztár néven. 1911-ben épült meg Hajdúdorog első köves útja. A makadámút egyrészt Hajdúböszörménnyel és rajta keresztül Debrecennel kötötte össze a községet, másrészt pedig a közeli Hajdúnánással.

A századforduló idején nyílt meg a Novella Szálló, amely 5-6 szobájával a város első és legnagyobb vendéglátó vállalkozása volt. A szálló egykor a mai mozi helyén állt, és róla kapta nevét a Fogadó utca. A szálló bevételeinek nagy részét a vendéglő biztosította. A nagyteremben rendezték meg minden vasárnap este a fiatalok számára a bált vagy össztáncot. A város központjában hasonló szerepet töltött be a Korona Vendéglő is. A község tulajdonában álló fürdőt Hajdúdorog 1900-ban nyitotta meg Szent István Gyógyfürdő néven. A jó minőségű gyógyfürdő kádas fürdőként volt ismert, és már korábban is működött, de akkor a község bérbe adta. A fürdő ma már nem működik, egykor a település déli részén állt, és az ide vezető Fürdő utca mind a mai napig ennek az emlékét őrzi. Hajdúdorogon 1912-ben nyílt meg az első mozi: az Apolló Filmszínház.

### Hajdúdorog iskolatörténete

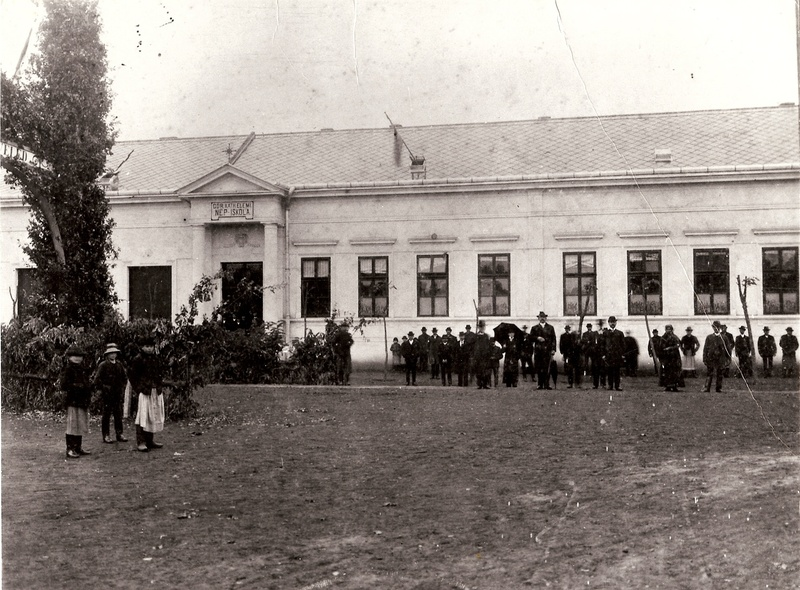
A görögkatolikus népiskola Petőfi téri épülete 1913-ban

A 19. század vége az ipari fejlődés mellett az oktatásban is jelentős előrelépést tartogatott. A templomhoz közel fekvő görögkatolikus iskola példáját a település többi felekezete is igyekezett követni. A legjelentősebb eredményeket a római katolikus egyház érte el. 1870-ben nyílt meg a római katolikus iskola, ahol a mindenkori kántor tanított. Ez az iskola egészen 1919-ig fennmaradt, majd beolvadt a község állami iskolájába. A református és a zsidó közösség is igyekezett biztosítani saját felekezete számára az oktatást, de a helyhiány, a képzett nevelő hiánya és a rendszertelenül megtartott órák végül arra késztették a szülőket, hogy gyermekeiket a görögkatolikus iskolába adják. Így nem meglepő, hogy a görögkatolikus parókus irányítása alatt álló hajdúdorogi iskola lassan túlzsúfolttá vált. 1866-ban a városi tanács úgy döntött, hogy a városháza épületét átalakíttatja és átadja az egyházi iskola számára. 1892-ben az addigi városháza területén (itt ma a Szent Bazil Oktatási Központ általános iskolájának sportcsarnoka áll) épült fel az 5 tantermes új iskola, amelyet 1902-ben kibővítettek még egy tanteremmel és két kisebb gondnoki szobával. 1903-ban épült fel az iskola Petőfi téri épülete, amelyben hat tanterem, egy tanácskozó terem, egy gondnoki szoba és négy üzlet kapott helyet. A görögkatolikus iskola a bővítések ellenére is túlzsúfolt maradt, ezért 1896-ban a község egy új iskolát épített fel a mai Iskola úton. Az egy tantermes koedukált iskola hamar megtelt, de a bővítés költségeit a község már nem tudta állni, ezért 1902-ben az iskola állami tulajdonba került, és a következő évben hat tanteremmel nyílt meg. A községben 1888-tól kezdve óvoda is működik.

### AHajdúdorogi Egyházmegyefelállítása

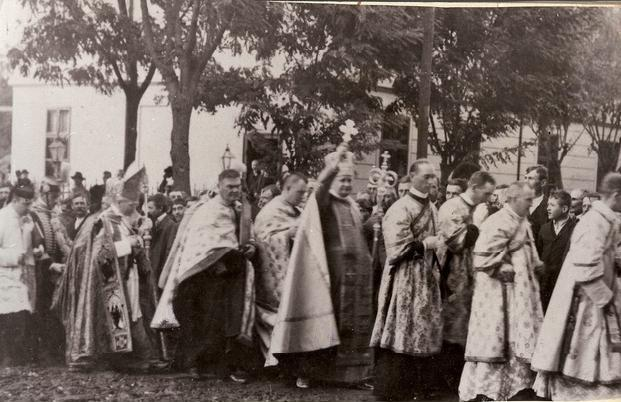
Az első hajdúdorogi püspök, Miklósy István felszentelése 1913-ban. A keresztjével áldást osztó püspök mögött Jaczkovics Mihály, püspöki vikárius látható.

Hajdúdorog szempontjából a Monarchia időszakának egyik legfontosabb eseménye a görögkatolikus egyházhoz kötődik. A városban a 19. század folyamán nemcsak megszilárdult, hanem kifejezetten meghatározóvá vált a görögkatolikus vallás. Az ungvári unió létrehozta a görögkatolikus vallást, és ekkor a Szentszék engedélyezte, hogy a bizánci rítusú szertartásokat ószláv illetve román nyelven is végezhessék, és azok külön püspökségbe szerveződhessenek. A magyar nyelvű görögkatolikusok már az 1770-es évektől kezdve igyekeztek előremozdítani a magyar nyelvű liturgia ügyét, de sokáig néhány imakönyv lefordításán kívül más eredmény nem született. A hajdúdorogi városi tanács már 1842-ben is kérte a magyar nyelvű liturgiát, de azt Róma továbbra is tiltotta. Farkas Lajos, Hajdúdorog főhadnagyának kezdeményezésére 1868. április 16-án 52 magyar ajkú görögkatolikus egyházközösség részvételével országos kongresszust tartottak Hajdúdorogon. A hajdúdorogi mozgalom néven ismertté vált kongresszus levélben kérte Ferenc József magyar királyt a magyar bizánci egyházmegye felállítására és a magyar nyelvű liturgia bevezetésének támogatására. Az uralkodó ekkor alapította meg a munkácsi püspökség fennhatósága alá tartozó Hajdúdorogi Külhelynökséget, amelynek kilenctagú bizottsága Hajdúdorogon dolgozott tovább a kongresszus által lefektetett célok eléréséért. A külhelynökség, vagy a vikariátus épülete egykor a mai Móra Ferenc Általános és Művészeti Iskola líceum nevű épülete volt. Az országos zsinat után 1868-ban kezdtek neki a templom átépítésének. Az 1876-ig tartó építkezések során a barokk stílusú templomot romantikus jegyekkel újították fel, és három hajós bazilikává alakították át.
A királyi döntés hatására egyre több helyen miséztek magyar nyelven, amit 1896-ban Róma erélyesen megtiltott. Ez a tilalom hívta életre a Görögkatolikus Magyarok Országos Bizottságát, amely 1900-ban zarándoklatot szervezett Rómába, hogy a Szentszéket jobb belátásra bírja. A több mint 400 hívő és 67 pap zarándoklatában 45 hajdúdorogi is részt vett. A küldöttséget 1900. március 9-én fogadta XIII. Leó pápa, és végül 1912. június 8-án X. Piusz pápa a Christifideles Graeci bullájával megalapította a Hajdúdorogi Egyházmegyét. Az egyházmegye első püspökét, Miklósy Istvánt 1913. október 5-én szentelték fel a hajdúdorogi székesegyházban. A püspöki hivatal azonban először Debrecenbe, majd 1914 őszétől kezdve Nyíregyházára helyezte székhelyét.

## Hajdúdorog története a két világháború korában (1914–1944)

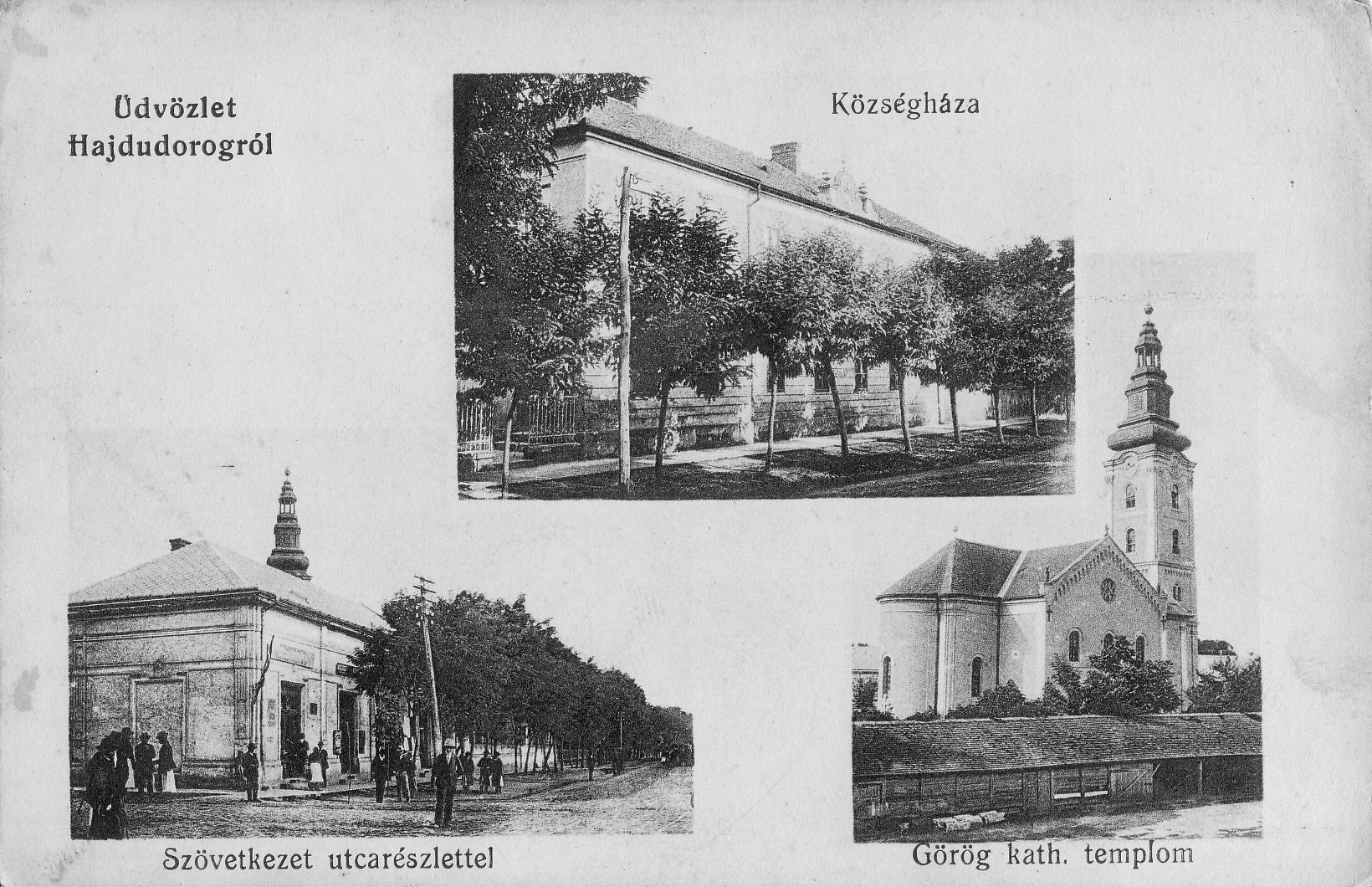
Hajdúdorogi üdvözlőlap 1914-ből

A 20. század eseményei nem kerülték el Hajdúdorogot sem. Az első világháború ugyan közvetlenül nem érintette a települést, de közvetve nagy hatással volt rá. A háborúnak összesen 229 hajdúdorogi áldozata volt, akik nagyrészt a több száz besorozott helyi közül kerültek ki, de sokan haltak meg a községen átvonuló katonák fegyverétől is. Hajdúdorog mégis leginkább amiatt szenvedett, hogy a férfiak bevonulása után a magukra maradt asszonyok alig tudták előteremteni a fennmaradáshoz elégséges élelmet. Ez főleg az alsóbb társadalmi osztályokat érintette súlyosan, hiszen a megtermelt javak elsőként a gazdák éléstárát gazdagították. A zsellérek egyrészt a hajdúdorogi földbirtokosoktól, másrészt pedig az államtól kaptak élelmet. A kenyérkereső nélkül maradt családok helyzete annyira megromlott, hogy 1916 telén hajdúdorogi és szegegyházi nők egy csoportja Bőti Istvánné vezetésével a községháza elé vonult, és azt követelték a jegyzőtől, Karnyuk Leopoldtól, hogy adják ki nekik a fejadagjukat. A jegyző a korabeli feljegyzések szerint elég nyers modorban utasította vissza a kérést, mire az egyik hadiözvegy egy súlyos kapukulccsal leütötte. Az összegyűlt tömeg erre élelmet és a háború befejezését követelte. A felbolydulás után kenyeret, szalonnát és húst osztottak Hajdúdorogon, és ekkor született döntés arról, hogy levelet írnak a belügyminiszternek. 1917. február 9-én egy diák, Bencze István fogalmazta meg a levelet, amelyben a dorogi asszonyok az állami élelmiszer adag rendszeres kiosztását követelték. A levél egyébként sohasem jutott el a belügyminisztériumba.
Nem meglepő, hogy a háború évei alatt egyre reménytelenebb helyzetbe kerülő egyszerű családok körében 1917 végétől kezdve népszerűvé váltak a szélsőséges politikai nézetek. 1918. november 12-én Debrecenből két férfi: Török Gábor és Pál János érkezett Hajdúdorogra, hogy egy gyűlésen népszerűsítsék a köztársaságot és a szociáldemokrata pártot. A háború elvesztését követően Hajdúdorogon sem tudott igazán nagy támogatást szerezni az őszirózsás forradalom után kormányra kerülő Károlyi Mihály. 1919. március 21-én megalakult a tanácsköztársaság, és Hajdúdorogon március 23-án a debreceni pártküldöttek jelenlétében megalakult a helyi direktórium, amelynek irányító testületét, az Intéző Bizottságot április 7-én választották meg. Ennek elnöke Posta István építőmester lett. A direktórium hatalmát az április 25-én Hajdúdorogot is elfoglaló királyi román hadsereg törte meg. A tanácsköztársaság bukása után a Horthy-rendszer börtönbe zárta a hajdúdorogi direktórium tagjainak nagy részét, de legalábbis megfigyelés alatt tartotta őket.
A háború évei a nélkülözés mellett az oktatás fejlesztéséről is szóltak. 1916-tól kezdve nyílnak meg a tanyasi iskolák, amelyek közül a legnagyobb a szállásföldi állami népiskola volt, amely már 1911-ben megnyílt. A község képviselőtestületének szervezésében 1913 októberében nyitott meg a Hajdúdorogi Iparos Tanonciskola, amely az Iskola úti állami iskola tantermeiben kezdte meg működését. 1916-ban nyílt meg a Hajdúdorogi Állami Polgári fiú- és leányiskola, amely állami támogatásból működött, de önálló gondnokság és kuratórium irányította az intézetet, amelynek elnöke a mindenkori görögkatolikus parókus volt. A polgári iskola első igazgatója Villy Jánosné volt, akinek az évek során rendszeresen hely-problémákkal kellett szembenéznie. Eredetileg a hajdúdorogi püspök díjmentesen átengedte volna a vikáriusi lakást az iskolának, de azt már korábban lefoglalták a háború erdélyi menekültjei számára. Ezért a fiú és leány polgári osztályok egészen 1928-ig a görögkatolikus általános iskola és az Iskola úti állami iskola tantermei között megosztva tanultak. A leány osztályok a Petőfi téri egyházi iskolában működtek, a fiú osztályok pedig az állami iskolában, ezért a köznyelv elkezdte lányiskolának nevezni a Petőfi téri intézményt, és fiúiskolának az állami iskolát. Ez az elnevezés mind a mai napig fennmaradt a két hajdúdorogi iskola esetében.
Az első világháború nehéz évei után a húszas évek viszonylagos békében teltek el. A háború után Jánosy és Engel Téglagyár néven újraindult a gőztéglagyár, 1911-ben megalapították a Böszörményi út 8 szám alatt az Izsák és Szender Koporsógyár Rt.-t és 1924-ben megalakult a Hajdúdorogi Pamutszövő Rt. is. A lassú helyreállás és fejlődés éveinek Hajdúdorogon is a nagy gazdasági világválság vetett véget. Szinte minden hajdúdorogi gyár tönkrement, és a megugró munkanélküliség hamarosan visszahozta a világháború végén fennállt viszonyokat. Ez olyannyira igaz volt, hogy 1932-ben sokan újra a községháza elé vonultak, és munkát valamint kenyeret követeltek az elöljáróságtól. Ennek a megmozdulásnak az lett az eredménye, hogy az állami beruházások egy része Hajdúdorogon is munkahelyeket teremtett. 1933-ban kezdték el építeni a Tokaji utat, amely év végére érte el a Hajdúnánás-Nyíregyháza kövesutat. Ugyanebben az évben a későbbi hajdúdorogi megyés püspök, Dudás Miklós letelepítette a bazilitákat a görögkatolikus egyház Ady Endre utcai területén, ahol 1942-ben épült fel a bazilita rendház.

### Hajdúdorog története a második világháborúban

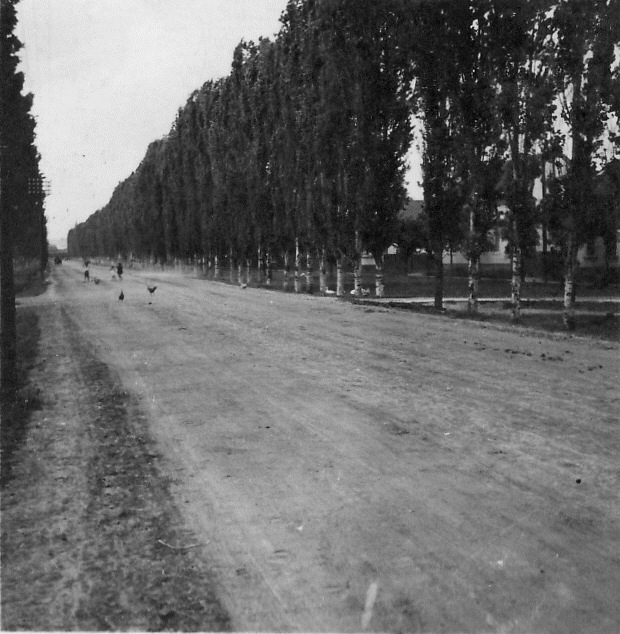
Hajdúdorog főútjának, a Böszörményi útnak a nyárfasora 1942-ben
A hajdúdorogi Görög Demeter Művelődési Ház archívumából

A gazdasági hanyatlás Hajdúdorogon a nagy világválság befejeződése után is folytatódott, ezért az elkeseredett emberek között ismét gyökeret eresztettek a szélsőséges politikai szervezetek. Ezúttal azonban az 1932-ben újraalakult szociáldemokrata párt mellett az 1937-ben betiltott nyilas mozgalom vált egyre népszerűbbé. 1939. február 15-én egy hajdúdorogi csendőr jelentésében leírta, hogy Dusa István, debreceni ügyvéd és Kathi Imre, böszörményi levente nyilas toborzó-gyűlést tartott Dr. Nagy Béla, görögkatolikus segédlelkész lakásán, ahol többek között a község jegyzője is jelen volt. A ’30-as évek végén a különböző gyűlések miatt egyre nagyobb nyomás nehezedett a község népes zsidóságára. A politikai változások, majd a második világháború kitörése nyomán egyre több zsidóellenes intézkedést foganatosítottak Hajdúdorogon is. Az események 1944. március 19. után vettek radikális fordulatot, amikor a német hadsereg lerohanta Magyarországot, és megkezdődött a Szálasi-kormány rémuralma. A háborúba már korábban több száz hajdúdorogi férfit hurcoltak el katonának. Május 5-én a hajdúdorogi főbíróhoz, Barna Györgyhöz érkezett meg az a központi utasítás, hogy vegyenek zár alá minden zsidó üzletet, és azok listáját küldjék el 24 órán belül Debrecenbe.
Hajdú vármegyében a 11.743/1944 számú alispáni rendelet értelmében minden tízezer főnél népesebb településen gettót kellett felállítani. Hajdúdorog főbírája 1944. május 19-én kapta meg az utasítást, hogy a községben május 31. délután hat órai határidővel fel kell állítania egy gettót, ahová a hajdúdorogi zsidók mellett Mikepércsről, Józsáról és Hajdúszovátról is szállítottak zsidókat. A hajdúdorogi gettót a Jaczkovics utcában alakították ki. A gettót feltehetőleg június 16-án ürítették ki, és a zsidókat minden értéktárgyukkal együtt kikísérték a vasútállomásra. Az állomáson felállított ellenőrző-pontoknál a nyilas rezsim katonái átvizsgálták a zsidók csomagjait, és néhány alapvető tárgy kivételével mindent elkoboztak tőlük, majd vagonokra rakták őket. A vonat június 18-án érkezett meg Debrecenbe.
A második világháború során összesen 331 hajdúdorogi lakos vesztette életét. Az első világháborúval ellentétben ezúttal az áldozatok között sok civil volt, amely részben a holokauszttal magyarázható, részben pedig azzal, hogy a település a háború hadszínterévé vált. A Szovjetunió 1944 októberében kezdte el Debrecen ostromát, amelyet a közeli települések is megszenvedtek. A védekezésbe kényszerült német és magyar katonák kifosztották a házak éléskamráit, lelőtték a besorozás elől elmenekült férfiakat, és feldúlták a települést. A Vörös Hadsereg 1944. október 16-án kezdte meg az úgynevezett alföldi páncéloscsata hadműveleteit, amely egészen október 28-áig eltartott. Október során Hajdúdorog területe többször is a frontvonalba került. Elsőként október 17-én állomásoztattak a községben egy magyar határvadász zászlóaljat, amelyet egyre több német egység követett, és október 23-án ide vezényelték a német 23. páncélos hadosztályt, amely a nyíregyházi szovjet csapatok mozgását kísérte szemmel. A Vörös Hadsereg október 24-én egy lovashadosztályt és 20-30 harckocsit indított el Nyíregyházáról azzal a paranccsal, hogy foglalják el Hajdúdorogot és Hajdúnánást, amivel elzárták volna a német 8. hadsereg útját, és Nyíregyházát is biztosították volna a fősereg megérkezéséig. A szovjetek reggel nyolc órakor benyomultak Hajdúdorogra először három T-34-es harckocsival, amelyek közül a németek kettőt kilőttek. Délután fél kettőkor a Vörös Hadsereg a 128. páncélos-tüzérezred tűztámogatásával újra benyomult a településre, de a németek délután négy órára kiverték a szovjeteket Hajdúdorogról, és északon egészen a keresztútig szorították vissza őket, ahol összesen 13 szovjet tankot lőttek ki, és a német repülőgépek támogatásával nagy károkat okoztak a Vörös Hadseregnek. A jelentős német áttörést október 24-én a német 6. hadsereg vezérkari főnöke Hajdúdorogtól északra a következő szavakkal jelentette feletteseinek: „[…] a harcmező olyan képet nyújt, amilyet régóta nem láttunk. Minden tele van megállt járművekkel, eldobált és megsemmisített fegyverekkel.” Az átmeneti sikerek ellenére október 28-án a magyar és német erők feladták Hajdú vármegye északi területeit is, és november 1-jén a szovjet hadsereg bevonult Hajdúdorogra. A változás a lakók szempontjából minimális volt, ugyanis a Vörös Hadsereg katonái is fosztogattak, erőszakoltak és kivégezték azokat, akiket a németek szimpatizánsának gondoltak.

## Hajdúdorog története a kommunizmus éveiben (1944–1989)
1944. december 15-én szovjet utasításra Debrecenben megalakult az Ideiglenes Nemzeti Kormány, amelynek legfőbb célja a németek elleni küzdelem volt. Az ideiglenes kormány mögötti szervezet helyi Nemzeti Bizottsága 1944. november 27-én alakult meg Hajdúdorogon Hadházi György vezetésével. A jelenlévő szovjet hadsereg nyomására december 17-én megalakult a Magyar Kommunista Párt hajdúdorogi szervezete is. Az elmenekült községi vezetés helyére 1945. február 15-én szovjet ellenőrzés mellett választották meg az új képviselőtestületet és Gombos István főbírót. A július 11-én újraválasztott képviselőtestületben a Kommunista Párt a képviselői helyek negyedét sem szerezte meg, mégis szovjet nyomásra egyre nagyobb lett a párt valós hatalma.

A debreceni ideiglenes kormány 1945. március 15-én földreformot hirdetett, amelyet hosszas viták után végül Hajdúdorogon is végrehajtottak. A földreform értelmében minden községi, egyházi és nemesi nagybirtok felosztásra került a proletárok között. Hajdúdorog Földigénylő Bizottsága elsősorban a település északi területein osztott földeket, amelynek 1949-ig elért eredményeit az alábbi táblázat tartalmazza:
| Körzet neve                                  | Felosztott terület nagysága |
| -------------------------------------------- | --------------------------- |
| I. körzet Szállásföld és Görögkút Észak      | 2 306 kat. h.               |
| II. körzet Szállásföld Közép és Görögkút Dél | 786 kat. h.                 |
| III. körzet Szállásföld Dél és Disznókút     | 267 kat. h.                 |

A háborút követő években a demokratikus kezdeményezéseket országszerte elfojtotta a Kommunista Párt, mely egyre nagyobb teret nyert a hatalomban. A Kommunista Párt előretörése Hajdúdorogon is érezhető volt. 1946-ban a község kommunista nyomásra úgy döntött, hogy a központban felállítja a II. világháborúban elesett szovjet katonák hősi emlékművét. Ugyanebben az évben kezdte meg a Magyar Kommunista Párt az „osztályellenségek” felszámolását is, ami a nemesek, földbirtokosok, gazdag parasztok, értelmiségiek, jobboldali politikusok bebörtönzését vagy internálását jelentette. A politikában igazán nagy változásokat 1948 hozott, amikor létrejött az MKP és MSZDP egyesülésével a Magyar Dolgozók Pártja, amely az 1949-es választásokon a szavazatok 96%-át szerezte meg. Ezzel kialakult az 1989-ig fennálló egypártrendszer Magyarországon. A Rákosi-korszak kezdetével vált általánossá a sztálinista államirányítási felfogás, amely a terror fenntartására alapozott. 1948-ban megalakult az ÁVH, és bevezették a kulák fogalmát is.

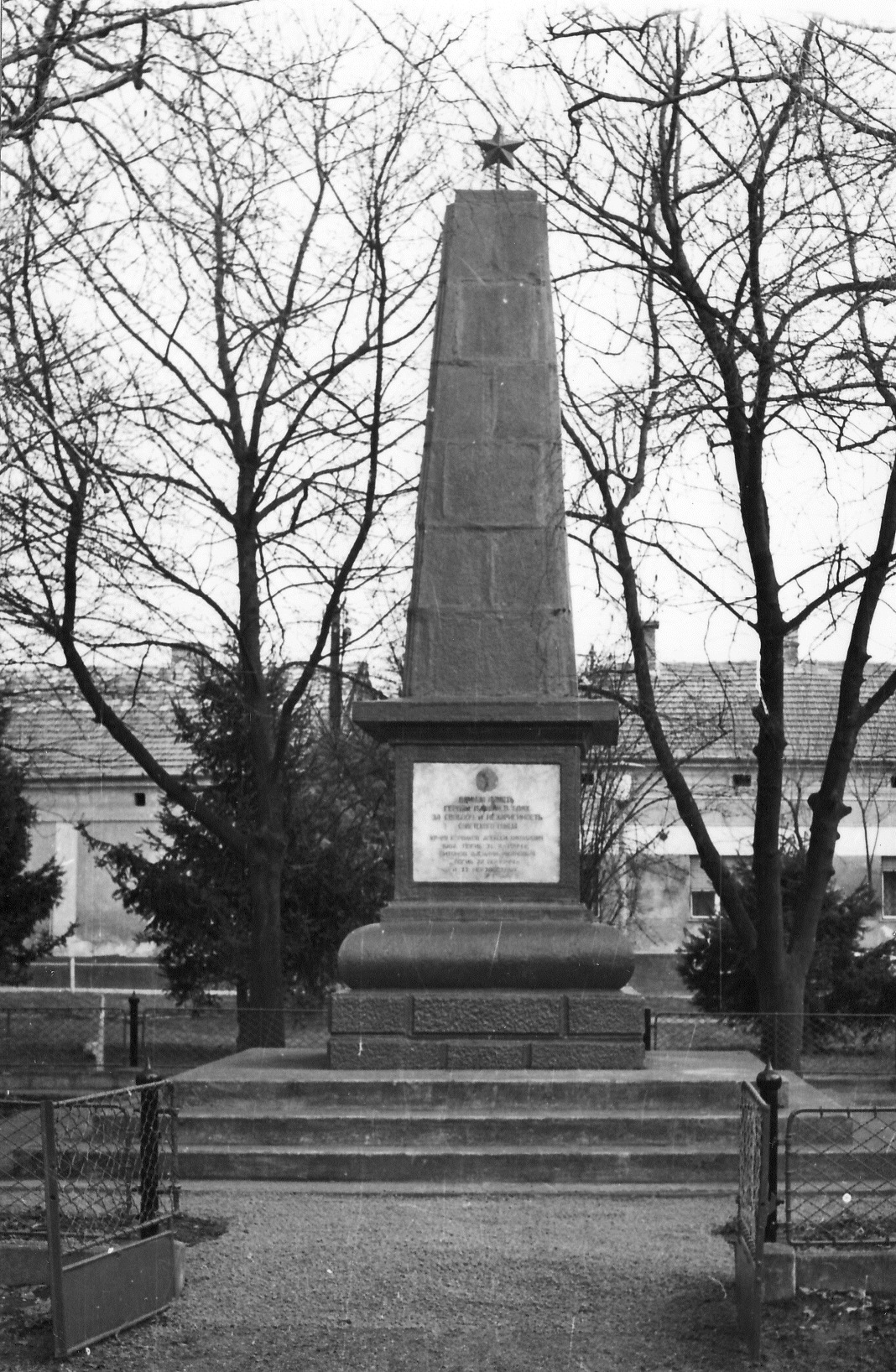
A szovjet hősi emlékmű a Vasvári Pál térről
A hajdúdorogi Görög Demeter Művelődési Ház archívumából

Hajdúdorogon a változások elsőként az iskoláknál mutatkoztak meg. 1948-ban megszüntették a polgári iskolát, és azt beolvasztották az Iskola úti állami iskolába. Ugyanebben az évben államosították a görögkatolikus népiskolát is. A háború után jelentkező tanítóhiány miatt 1948-ban nyitották meg az Állami Líceum és Tanítóképző Intézetet a Tokaji úton. A községben 1948-ban alakult meg az első téesz, a Rákosi termelőszövetkezet, és nem sokkal utána hozták létre a Vörös Csillagot. A nagyrészt földműveléssel foglalkozó város lakói azonban csak ritkán akartak önként belépni a szövetkezetekbe. Ez a folyamat valamivel gyorsabban haladt a kisipari termelőszövetkezetek (KTSZ) esetében. 1949. szeptember 1-jén alakult meg Hajdúdorog első KTSZ-e, a Fodrász KTSZ, amelyet hamarosan egy ruházati és építőipari szövetkezet megalakulása követett.
Az országgyűlés 1949. augusztus 20-án fogadta el a Magyar Népköztársaság új alkotmányát, amely a települések élén az önkormányzatot a tanácsrendszerrel váltotta fel. Az új alkotmány értelmében Hajdúdorogon 1950. október 22-én tartották meg a helyi választásokat. Ekkor 90 főt választottak be a község tanácsülésére, akik maguk közül további kilenc embert választottak ki Hajdúdorog végrehajtó bizottságába (vb). Ez a szervezet volt a legfőbb államigazgatási szerv egy településen, amelynek elnöke volt az adott település vezetője. Az elnököt, az elnökhelyettest és a titkárt a vb saját soraiból választotta ki. A vb teljes jogkörrel volt felruházva a község ügyeinek intézésében, a tanácsülések között. A gyakorlatban azonban a tanácsülés a vb döntéseit fogadta el. A vb állította fel a község irányításához szükséges bizottságokat, amelyek a település egyes szakmai kérdéseivel foglalkoztak. 

1954-ben a választási törvény részben módosult, így ekkor Hajdúdorogon mindössze 75 tanácstagot választottak, akik végül André Károlyt választották meg a vb elnökének.
Rákosi diktatúrája Hajdúdorog szempontjából a mezőgazdaságból élőket sújtó intézkedések miatt volt meghatározó. A kormány a nehéz- és a hadiipar intenzív fejlesztése miatt mindent megtett azért, hogy a magántermelőket szövetkezetekbe erőszakolja. A téeszesítés kényszerítő megoldásaiként születtek meg a kuláklisták, a tarthatatlan beszolgáltatási tervek, amelyek rendőri intézkedést vontak maguk után, az úgynevezett padlássöprések és gyakran az internálási parancsok is. 1951 decemberében a Hajdúdoroghoz közel fekvő Tedejen munkatábort hoztak létre, ahová elsősorban az ország déli tájairól, Baja környékéről internálták a rendszer ellenségeit. A körülbelül 1000 embert munkaszolgálatra kötelező táborból sokan dolgoztak a hajdúdorogi földeken is.

### 1956 Hajdúdorogon
A Rákosi-rezsim elnyomása Sztálin 1953-as halálát követően egyre nagyobb ellenállásba ütközött, míg végül 1956. október 23-án kitört a forradalom. Debrecenből október 27-én egyetemisták érkeztek Hajdúdorogra, hogy hírt hozzanak a forradalom eseményeiről, és segítsenek megalakítani a helyi forradalmi bizottságot. A forradalom hírére sokan elmentek a Petőfi téri iskola udvarán meghirdetett gyűlésre, ahol a debreceni küldöttség először felvázolta az elmúlt napok eseményeit, majd felolvasták kiáltványukat. Ezt követően a jelenlévők közfelkiáltással megválasztották a Hajdúdorogi Forradalmi Bizottság hét tagját: Vattamány Imrét, görögkatolikus parókust, Tóth Sándort, Fekete Antalt, K. Nagy Sándort, Tóth Józsefet, Fodor Miklóst és Oláh Mihályt. A bizottság megalakulásáról szóló jegyzőkönyvet Szentirmay Lajos és Debreczeni András, hajdúdorogi lakosok írták alá. A gyűlés végén a forradalom jelképeként nemzeti színű kokárdát tűztek ki a jelenlevők, majd elénekelték a himnuszt.

A megalakulást követően, október 30-án a Forradalmi Bizottság körülbelül húsz nemzetőr segítségével kezdte meg munkáját. Közülük ketten a hajdúnánási malomba mentek, ahonnan lisztet hoztak, és azt szétosztották a dorogiak között. Más bizottsági tagok hentesszéket nyitottak, ahol hosszú idő után újra szabadon lehetett húst vásárolni. A forradalom bukása után a résztvevőket súlyosan megbüntették, és a bizottság tagjai közül három embert börtönbe vetettek. A különösen kemény fellépés ellen Hajdú-Biharban néhány helyen tüntetéseket és sztrájkot hirdettek. Hajdúdorogon december 9–13. között tartottak általános sztrájkot a hatóságok ellen, amely az egész megyében az elsők és a leghosszabbak között volt.

### Hajdúdorog története a Kádár-korszakban
A forradalom leverése után az ország legfelsőbb vezetése előtt is egyértelművé vált, hogy Magyarországon nem lehet egy az egyben átvenni a szovjet modellt. Emiatt 1956-tól kezdve pár év alatt átalakult a kommunista államvezetés. Novemberben az MDP helyett megalakult az MSZMP Kádár János vezetésével, aki a forradalom megtorló akcióit szigorúan lefolytatta, de ezt követően valóban változtatott a korábbi sztálinista államigazgatáson és gazdaságpolitikán. Az új kormány megszüntette a kötelező beszolgáltatásokat, a padlássöprést és elismerte, hogy a Rákosi-korszak agrárprogramja hibás volt. Ugyanakkor szovjet nyomásra a kormánynak intenzív szövetkezetesítést kellett megkezdenie, így 1958-tól kezdve a ’60-as évek elejéig a legtöbb magánbirtokot sikerült beolvasztani valamilyen termelőszövetkezetbe. Az új tsz-tagoknak nem kellett lemondaniuk a szövetkezeti birtokba adott földjük tulajdonjogáról, sőt földjáradékot kaptak utána.

Hajdúdorogon 1961 januárjában zárult le a gazdák tsz-ekbe tömörítése. Voltak, akik önként csatlakoztak, de sokakat erővel bírtak rá a csatlakozásra. A szövetkezetesítési hullám során a községben öt tsz létesült. A korábban megalakult Rákosi Termelőszövetkezetet átkeresztelték Új Élet TSz-re, a Vörös Csillag megmaradt, és újként alakult meg a Bocskai, a Petőfi és a Rákóczi TSz.

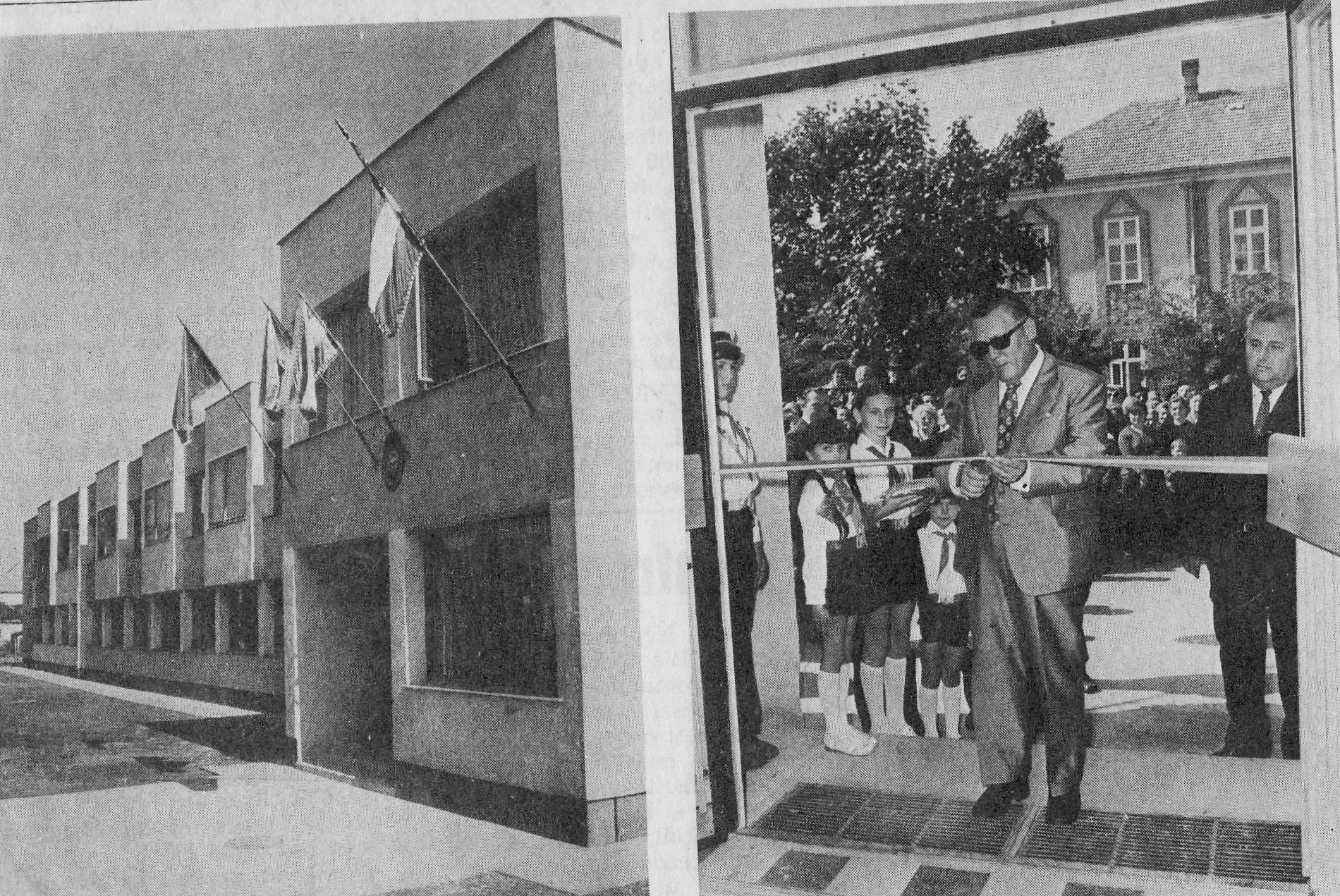
A Tokaji úti Általános Iskola új épülete, és az ünnepélyes átadás pillanata
A hajdúdorogi Görög Demeter Művelődési Ház archívumából

A forradalom utáni évek ugyanakkor Hajdúdorogon a községfejlesztés évei voltak. 1957-ben 5,8 km járda épült meg, felújították a régi kádas fürdőt és a korábbi Novella Szálló épületének elbontásával megépült a kultúrház, azaz a mai mozi épülete, amely 1959. augusztus 20-án nyílt meg. 1961-ben 15 km-es villamoshálózatot építettek ki, átadták a Méntelep úti óvoda épületét, és ugyanebben az évben aszfaltozták le a Debrecent és Hajdúnánást összekötő utat, amely Böszörményi és Nánási utak néven keresztülmegy Hajdúdorogon is. A község első gyára, a Dohánybeváltó Hivatal Hajdúdorogi Dohánygyár néven még mindig üzemelt, de kisebb kapacitással. Ezért 1962. április 5-én a Dohánygyár épületeinek egy részében megnyílt a Debreceni Ruhagyár üzeme, amely 500 főt foglalkoztatott. A folyamatos járdafektetés és az elektromos hálózat kiépítése mellett 1963-ban elkészült a település határában a törpe vízmű, és ugyanebben az évben 16 km vízvezetéket fektettek le. Hajdúdorog négy nagy kivezető útja (Böszörményi, Nánási, Tokaji és Fehértói) közül 1964-ben utolsóként megépült az Újfehértó felé vezető út, amely ekkor már aszfaltborítást is kapott. A Tokaji utat 1966-ban aszfaltozták le. Ugyanebben az évben alakították ki a város központjában a Petőfi teret és a Vasvári Pál teret uraló két parkot.
A községben az 1963-as tanácsválasztások folyamán az addigi tanácselnök, André Károly helyett dr. Veres Sándort választották meg a község vezetőjének, majd a következő választások után, 1967-ben az addigi elnökhelyettes, dr. Kocsis Miklós foglalhatta el a tanácselnöki széket. A községi tanács támogatásával 1968-ban befejeződött a település villamosítása. 1969. március 20-án adták át a Böszörményi út és a Hétút sarkán felépült KTSZ épületet. Június 30-án bezárt a Dohánygyár, amelynek épületeit a ruhagyár mellett a Csepeli Papírgyár vette át. Ugyanebben az évben kezdték felépíteni a Sütőipari Vállalat üzemét a Tokaji út és a Városkert út sarkán, amelyet mind a mai napig a köznyelv csak kenyérgyár néven emleget, és azt 1970. július 29-én adták át. 1969-ben kezdték el felépíteni a Böszörményi út és a Nánási út sarkán az ÁFÉSZ áruházát, ekkor alakították ki a gyermekorvosi rendelőt, és ezzel párhuzamosan felújították a központi orvosi rendelőt.
1970. január 1-jétől több hajdú-bihari községgel együtt Hajdúdorog is megkapta a nagyközségi címet. 1971. október 1-jén adták át a Jaczkovics utca elején épült Park áruházat. Az áruház szomszédságában a hónap végén, október 29-én nyitották meg a Takarékpénztár hajdúdorogi fiókját, amely egy 14 lakásos ház földszintjén kapott helyet. A pénztár fölé épített lakások 1973-ban készültek el. 1972. december 5-én a Csepeli Papírgyár mellett megnyílt a Nyíregyházi Hullámdoboz és Zsákgyár helyi üzeme. 1974. október 31-én a figyelem újra a Jaczkovics utcára irányult, ugyanis ekkor adták át a Park áruház mellett az MSZMP községi székházát. A pártház a mai városi könyvtár és művelődési ház épületéből költözött át a Jaczkovics utcára. Ugyanebben az évben épült meg a szennyvízcsatorna gerincvezetéke, és 1974. április 3-án adták át a sörpalackozó üzemet. 1974 augusztusában pedig újabb panelházat adtak át 12 lakással, a római katolikus templom mellett.
1975. szeptember 12-e jelentős nap volt a nagyközség életében, ugyanis ekkor adták át a Tokaji úti Általános Iskola új épületét a korábbi piactér területén. Az avatóünnepségen Karakas László, munkaügyi miniszter vágta át a szalagot. Az új iskola átadását követően a berendezett könyvtár ünnepi megnyitására került sor. Az új iskola avatása után 1976. február 2-án új óvodát avattak a Nánási úton, és közel egy hónap múlva, március 13-án termálvizet találtak a város északi részében. A községi tanács sokáig elsősorban anyagi okokból nem tudta kihasználni a termálvíz nyújtotta lehetőségeket, és csak 1982-ben kezdték el felépíteni a Hajdúdorogi Strandfürdőt, amelynek ünnepélyes átadására 1983. június 24-én került sor. 1977. február 1-jén nyitották meg a nagyközség bölcsődéjét a Szív utcán. A tanács pályázata nyomán 1984 januárjában kezdték meg kiépíteni Hajdúdorog gázvezeték-hálózatát. Ugyanebben az évben május 4-én tartották meg a Petőfi téren kialakított parkban a Zsolnay porcelánból készült Hajdúk kútjának ünnepélyes felavatását. 1985. október 1-jén nyílt meg a Tubus Gyártó és Kereskedelmi vállalat a nagyközség Szállásföld Közép nevű külterületén. A római katolikus egyház korábbi Böszörményi úti (akkoriban Lenin úti) ingatlanán 1986. február 23-án átadtak egy 39 lakásos panelházat, amely két ütemben épült fel. Hajdúdorog szempontjából a nyolcvanas évek legfontosabb eseményére 1989-ben került sor. A nagyközség vezetése 1988-ban beadta kérelmét a városi rang elnyeréséhez, amelyet 1989. március 1-jén újra megkapott.

## Hajdúdorog története a rendszerváltás után (1990-től napjainkig)

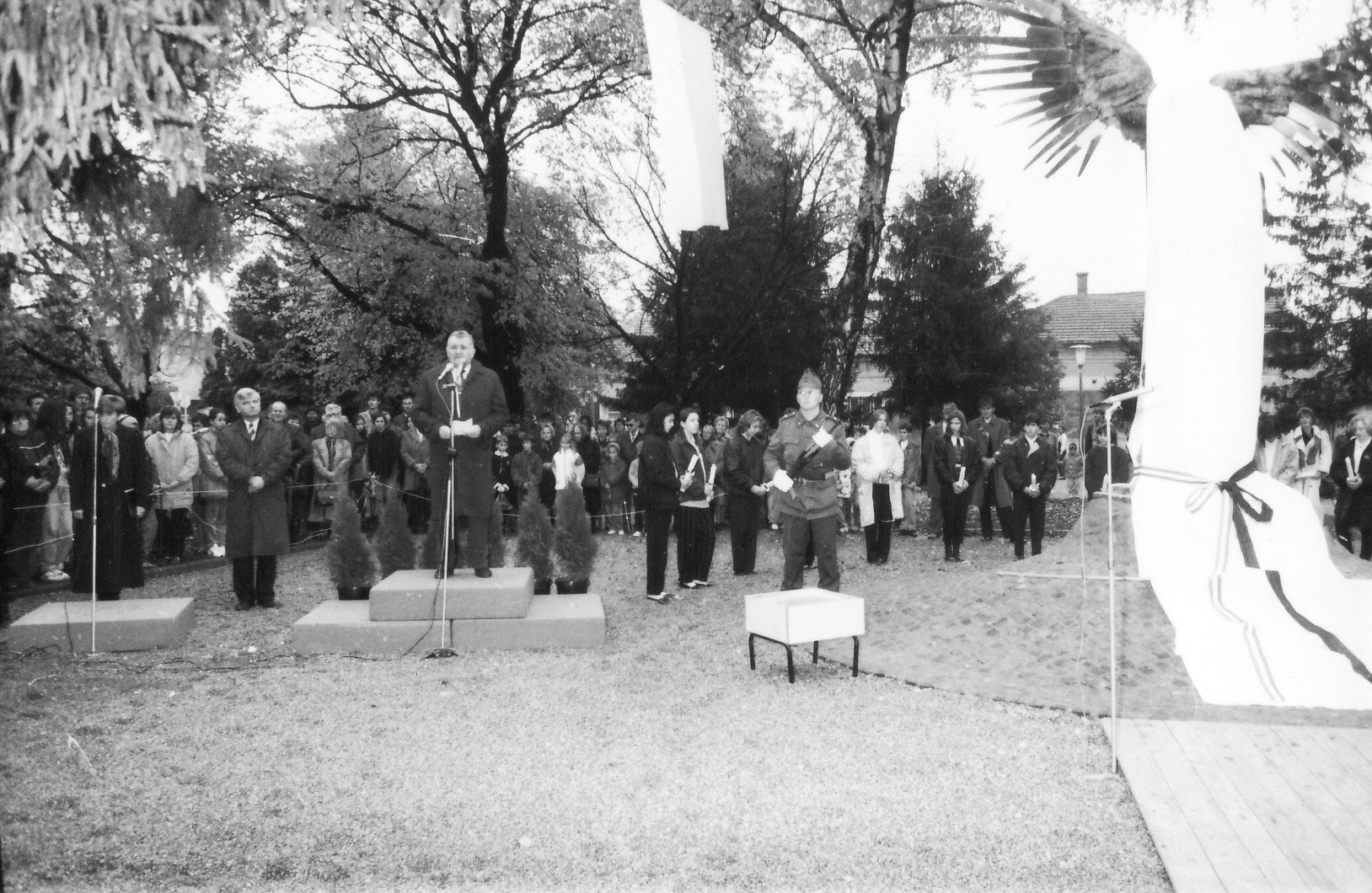
A Jákob küzdelme az Angyallal című szobor avatási ceremóniája 1992-ben
A hajdúdorogi Görög Demeter Művelődési Ház archívumából

A rendszerváltás utáni első önkormányzati választásokat Hajdúdorogon 1990 őszén tartották meg. A szabad választásokon 13 képviselőt választottak meg a városi képviselőtestületbe, és polgármesternek a korábbi tanácselnököt, dr. Kocsis Miklóst választották meg. Az államszocializmus bukása után Hajdúdorogon ismét megerősödött a görögkatolikus egyház, amely február 5-én a várossal közös levélben kérte a Művelődésügyi Minisztériumot, hogy engedélyezze egy görögkatolikus gimnázium felállítását a városban. A minisztérium válasza két hónapon belül megérkezett, amelyben biztosította a várost és a görögkatolikus egyházat is a gimnázium felállításáról. A levél arra is lehetőséget adott, hogy az új gimnáziumban az oktatás akár már 1990. szeptember 1-jével megkezdődjön. A minisztériumi rendelet azonban még az első demokratikus önkormányzati választások előtt megszületett, ezért akkor még a Városi Tanács úgy döntött, hogy a gimnázium csak 1991-ben kezdheti meg működését. Így 1991. június 1-jén került sor a Görögkatolikus Gimnázium ünnepélyes megalapítására.
1991-ben lakossági és önkormányzati forrásokból 3 km utat aszfaltoztak le a városban, 1992 márciusában pedig megjelent az első Hajdúdorogi Újság. Augusztus 25-én alakult meg a földrendező bizottság, amely az 1939 és 1949 között jogtalanul elvett földbirtokokat, illetve a szabadságvesztés és más igazságtalanul elkövetett kár részleges enyhítését mérte fel. Szeptember 1-jén kezdte meg működését a város zeneiskolája, amely a Tokaji úti Általános Iskolában kapott helyet. 1992. október 30-án a háború halottainak emlékére ünnepséget rendeztek a Vasvári Pál téren, ahol a lebontott szovjet emlékmű helyén felavatták a Jákob küzdelme az Angyallal című szobrot.
1993. augusztus 12-én helyezték örök nyugalomra dr. Kocsis Miklóst, a város polgármesterét, akinek hirtelen halála miatt november 6-án időközi polgármesteri választásokat tartottak, amelyet Kujbus Mihály, korábbi alpolgármester nyert meg. December 2-án fejezték be a központi orvosi rendelőintézet felújítását. A következő nagyszabású felújítás 1994. augusztus 30-án fejeződött be, amikor átadták a Tokaji úti Általános Iskola kibővített épületét. Ugyanennek az évnek az elején a Csepeli Papírgyár és a Nyíregyházi Hullámdoboz és Zsákgyár helyén működő Dunapack Rt. bejelentette, hogy bezárja hajdúdorogi üzemét. A rendszerváltást követő helyi munkanélküliség ezzel jelentősen növekedett, bár a cég 115 dolgozója közül 65-nek munkát ajánlott a nyíregyházi üzemben. 

1996. június 8-án rendezték meg az első Városnapot a Hajdúdorogi Strandfürdő területén. 1997. május 20-án a képviselőtestület döntése értelmében a Tokaji úti Általános iskola felvette a Móra Ferenc Általános és Művészeti Iskola nevet. Nem sokkal ezután szeptember 7-én adták át a Görögkatolikus Gimnázium és Szakközépiskola új oktatási épületeit. Október 30-án tartották meg a Hajdúdorog és Hajdúnánás között megépített kerékpárút ünnepélyes átadását. A kerékpárút költségeinek 80%-át a Hajdú-Bihar megyei Területfejlesztési Tanácstól nyerte el a két község. 1998. szeptember 1-jével a gimnázium és az általános iskola után a Szív utcai óvoda is a Görögkatolikus Egyház kezelésébe került. 2000-ben a városban több ünnepségen is megemlékeztek a 100 évvel azelőtti római zarándoklatról. Május 5-én tértek vissza azok a hajdúdorogi zarándokok, akik biciklivel Rómába zarándokoltak, hogy átadhassák a hajdúdorogiak üzenetét II. János Pál pápának. Júniusban pedig a székesegyház kertjében felavatták X. Piusz pápa szobrát a zarándoklat emlékére.

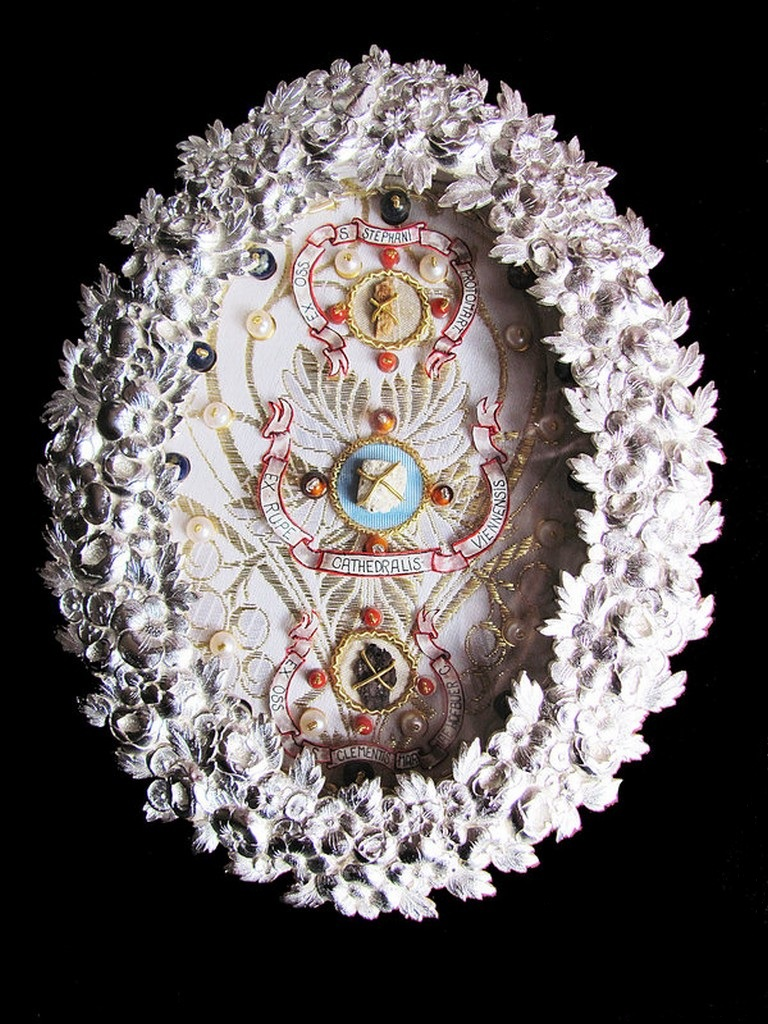
Szent István és Hofbauer Szent Kelemen ereklyéi

2002-ben pályázati pénzből kezdték el felépíteni az Iskola úton a 18 önkormányzati lakásból álló házat, és ugyanebben az évben, augusztus 19-én ünnepélyes keretek között átadták a Görögkatolikus Általános Iskola új torna csarnokát. 2003. június 26-án az Országos Tisztiorvosi Hivatal a hajdúdorogi strandfürdő hévízkútjából feltörő termálvizet gyógyvízzé minősítette, és közel egy évvel ezután a 2004-es városnapon átadták a Strandfürdő felújított medencéit. 2005. szeptember 1-jén fejezték be a Mészáros Károly Könyvtár és a Görög Demeter Művelődési Ház épületének felújítását. 2005. október 14-én a Bocskai féle hajdútelepítés 400. évfordulójának alkalmából felavatták Bocskai István lovas szobrát a Petőfi téren. 2006. június 28-án fejeződött be a 2001-ben EU-s pályázaton elnyert szennyvízhálózat építése. A 2006-os önkormányzati választásokon 13 év után új polgármester, Csige Tamás kerülhetett a város élére. A választásokkal egy időben ünnepelte a Görögkatolikus Általános Iskola az új épületszárny megépülését, és egyúttal azt is, hogy a görögkatolikus egyház által működtetett három intézmény (a Görögkatolikus Gimnázium és Szakközépiskola, a Görögkatolikus Általános Iskola és a Görögkatolikus Óvoda) összeolvadásából létrejött a Szent Bazil Oktatási Központ. 2008. június 30-án majdnem száz év elteltével újra püspököt szenteltek Hajdúdorogon. Az új hajdúdorogi püspök, Kocsis Fülöp felszentelésére magas rangú egyházi méltóságok érkeztek a városba. A püspökszentelést követően hamarosan ismét a székesegyház került a hajdúdorogiak figyelmének a központjába, ugyanis 2009. február 7-én a Máriapócsi kegytemplom felújítása miatt Máriapócsról gyalogos zarándoklaton Hajdúdorogra kísérték a máriapócsi Szűz Mária kegyképét, amelyet egészen szeptember 5-éig a hajdúdorogi székesegyházban őriztek. A kegyképet szeptember 5-én ugyancsak gyalogos zarándoklaton kísérték vissza eredeti helyére.
2010 nyarán készült el a Móra Ferenc Általános és Művészeti Iskola új téglakerítése, amelynek oszlopfőin a tervek szerint Hajdúdorog jeles szülöttei kaphatnak majd helyet. Augusztusban avatták fel Dr. Kocsis Miklós emléktábláját, aki 1967-től kezdve egészen haláláig a város vezetője volt. A nyár végén, szeptember 10-én adták át a Böszörményi úton kialakított kerékpárutat, és majdnem két hétre rá, szeptember 28-án avatták fel a Muszka-halom emlékművet. Az 1848–49-es forradalom és szabadságharc leverése után kolerában elhunyt orosz katonák tömegsírja fölé emelt emlékművet Oroszország főkonzulja is megkoszorúzta. A Hajdúdorogi Székesegyház címünnepén, 2010. november 21-én Kocsis Fülöp, görögkatolikus püspök Hajdúdorognak és a székesegyháznak ajándékozta Szent István vértanú és Hofbauer Szent Kelemen ereklyéit. 2012 a város és a Hajdúdorogi Egyházmegye számára is kiemelkedő év volt, hiszen ebben az évben ünnepelte az egyházmegye fennállásának 100. évfordulóját. A város székesegyháza adott otthont a centenáriumi év megnyitásának 2012. február 18-án. Az ünnepi év végén, december 1-jén, pedig szintén a templomban tartották meg a IV. Kárpát-medencei Ökumenikus Nagytalálkozót. A találkozó másnapján pedig felavatták a székesegyház új bronzkapuját.